# Powódź w Europie Środkowej (2024)
Powódź w Europie Środkowej (2024) – powódź szczególnie w południowym dorzeczu Odry we wrześniu 2024, spowodowana niżem genueńskim, który przyczynił się do silnych i intensywnych opadów deszczu oraz ogólnego załamania pogodowego w Europie Środkowej. Źródło podniesienia poziomu wód w dorzeczu Odry rozpoczęło się w Sudetach i na Nizinie Śląskiej. Zjawisko powodzi lub zagrożenia powodziowego występowało w obszarze województw dolnośląskiego, opolskiego, śląskiego, lubuskiego oraz pozostałej części Europy Środkowej.
Powódź, ze względu na swoje rozmiary, była porównywana do powodzi tysiąclecia z 1997 roku.

## Przyczyny powodzi
Powódź w roku 2024 w Polsce w województwach dolnośląskim, opolskim i śląskim oraz w Europie Środkowej została spowodowana przez silne i kilkudniowe opady deszczu wywołane niżem genueńskim, co doprowadziło do wylania rzek m.in. w dorzeczu Odry. Niż powstał w wyniku sporego kontrastu termicznego występującego pomiędzy ciepłymi masami powietrza śródziemnomorskiego a chłodnym powietrzem znad Alp. Charakteryzował się tym, że ciepłe i wilgotne powietrze znad Morza Śródziemnego przemieszczało się w kierunku północnym i zderzając się z Alpami, wymusiło jednocześnie ruch tych mas ku górze.
W dorzeczu rzek płynących przez Polskę największe opady w dniach 12–15 września wystąpiły w północnej i północno-zachodniej część Jesioników i Gór Złotych, w Czechach. Na stacjach meteorologicznych w tym rejonie zanotowano sumę opadów: Rejvíz – 517 mm, Červenohorské sedlo – 474, Jesionik – 465, Zlaté Hory – 416, Staré Město pod Sněžníkem – 413. Większość z tych opadów wystąpiła 14 września, na niektórych stacjach dobowa suma opadów przekroczyła 200 mm. Ekstremalnie duże opady wystąpiły także w okolicy Ostrawy (ok. 300 mm). Opady na obszarze Sudetów Wschodnich, jak i całych Czech były także intensywne np. w Opawie suma opadów w tym czasie przekroczyła 200 mm. W Polsce największa suma opadów na stacji pomiarowej wystąpiła na Śnieżniku 400 mm
i 472 mm według systemu RainGRS. W północnej części Sudetów Wschodnich i na przedgórzu, na pograniczu czesko-polskim (na południe od linii Paczków – Prudnik) opady w tym czasie przekroczyły 200 mm.
Na przełomie września i października utworzył się drugi niż genueński, który spowodował długotrwałe intensywne opady deszczu w południowej części Europy i powódź m.in. w Bośni i Hercegowinie, Chorwacji, Macedonii Północnej, Czarnogórze i Albanii.

## Prognozy
9 września IMGW opublikował prognozę zagrożeń meteo 2 stopnia o intensywnych opadach deszczu na 13 września z możliwością powodzi w dorzeczu Górnej Odry. 11 września IMGW opublikował ostrzeżenie meteorologiczne, o wystąpieniu powodzi i zalań wywołanych opadami przekraczającymi punktowo 150 mm od 12 do 15 września w województwach dolnośląskim, opolskim i śląskim.
11 września Ministerstwo Spraw Wewnętrznych Czech w komunikacie prasowym informowało, że sytuacja będzie podobna do powodzi w 1997 i powodzi w 2002. Ministerstwo poinformowało o przygotowaniach, w tym o zwiększonym odpływie ze zbiorników retencyjnych. Największe opady prognozowano w Jesionikach 400 mm w wariancie optymistycznym i 450 mm w wariancie pesymistycznym. Do komunikatu załączono mapy sumy opadów na dni 11 września – 15 września. W wariancie pesymistycznym największe sumy opadów miały wynosić 330 mm w kraju pardubickim, 310 mm w rejonie Kotliny Jeleniogórskiej, 300 mm w Beskidzie Morawsko-Śląskim, 300 mm na pograniczu czesko-austriackim w rejonie Czeskich Budziejowic.
12 września IMGW-PIB prognozował, że spadnie do 300 mm deszczu. Według prognozy z 12 września poziom Białej Głuchołaskiej w Głuchołazach miał osiągnąć 14 września 3,2 m, przekraczając o 2 metry stan alarmowy według modelu hydrologicznego HBV.
Pierwszy komunikat IMGW na 13 września zawierał prognozę „maksymalnych sum opadów od 250 do 400 mm w zlewni Nysy Kłodzkiej, a w zlewni Małej Wisły od 200 do 300 mm”. Komunikat zawierał też prognozy stanu wód do 20:00 15 września, według których do tego czasu poziom Nysy Kłodzkiej w województwie opolskim miał być średni, w dolnym biegu Białej Głuchołaskiej wysoki, poziom Bobru miał nie przekraczać stanów ostrzegawczych.
13 września rzecznik RZGW we Wrocławiu oświadczył, że nie ma potrzeby zwiększania rezerwy powodziowej w kaskadzie Nysy Kłodzkiej, bo jest wystarczająca w kontekście prognozowanych opadów deszczu. Z Jeziora Nyskiego wypływało tyle wody, co wpływało. W tym dniu o godz. 6 wszystkie zbiorniki wodne kaskady miały stan poniżej stanu normalnego w sumie o 48 mln m³.
Wody Polskie wydały oświadczenie 18 września, że 13 września prognozy meteorologiczne i hydrologiczne uległy radykalnej zmianie, jednak nadal wody powodziowe miały zmieścić się w korytach rzek.

## Przebieg według kraju

### Polska

#### 10 września
Pomimo wydanego dzień wcześniej ostrzeżenia przez IMGW o przewidywanych w najbliższych dniach intensywnych opadach, w raporcie wydanym przez Wody Polskie tego dnia o godz 11 stwierdzono, że nie ma ostrzeżeń hydrologicznych i meteorologicznych (zastrzegając, że do opracowania raportu użyto tylko danych zbieranych przez państwową służbę hydrologiczno-meteorologiczną). W ciągu wcześniejszej doby większe opady odnotowano jedynie lokalnie. Stan wody w większość rzek układał się w strefie wody niskiej i średniej. Maksymalne opady w zlewni Odry dochodziły lokalnie do 40 mm. Niemal wszystkie zbiorniki retencyjne miały stan poniżej normalnego, w szczególności zbiorniki tzw. kaskady Nysy Kłodzkiej miały rezerwę powodziową 178,92 mln m³, co stanowiło 132% normalnej rezerwy. Dopływ do niej wynosił 4,96, a odpływ 8,34 m³/s. Suche zbiorniki i poldery były puste.

#### 12 września
Obfite i intensywne opady deszczu prognozowane dla południowej Polski (województwa dolnośląskie, opolskie i śląskie) na okres od 12 do 16 września 2024 związane były z nadejściem niżu genueńskiego „Borys” nad granicę polsko-czeską. Prognozy wskazywały, że epicentrum opadów miało się znaleźć się w Sudetach Wschodnich w Jesionikach, gdzie suma opadów miała wynieść 400 mm. Obszar intensywnych opadów miał objąć obszary położone na północ od Jesioników, w tym miasta Złoty Stok, Paczków, Głuchołazy, Prudnik. Poziomy rzek miały się najszybciej podnosić w powiatach nyskim i prudnickim. Przewidziano podtopienia i tzw. powodzie błyskawiczne. Służby mundurowe i pracownicy sztabów kryzysowych zostali postawieni w stan gotowości.

#### 13 września 2024
O godzinie 14:00 został przekroczony stan ostrzegawczy na punkcie wodowskazowym w Głuchołazach, przybór wody przekracza prognozy. Władze czeskich Mikulowic leżących nad Białą Głuchołaską podały, że według prognoz hydrologicznych 15 września ma przejść „woda stulecia”, większa od tej w 1997 r. We Wrocławiu odbyło się posiedzenie sztabu zarządzania kryzysowego z udziałem premiera Donalda Tuska, ministra spraw wewnętrznych i administracji Tomasza Siemoniaka oraz z wojewodami i szefami służb. Przed północą poziom wody w Prudniku przekroczył stan alarmowy.

#### 14 września 2024
W nocy z 13 na 14 września zalane zostały wsie w okolicy Prudnika: Czyżowice, Wierzbiec, Rudziczka, Szybowice, a także Morów koło Nysy. Burmistrz Prudnika ogłosił w mieście stan powodziowy, a starosta – alarm przeciwpowodziowy na terenie całego powiatu prudnickiego. Burmistrz Głuchołaz podjął decyzję o ewakuacji mieszkańców z kilku ulic.
W godzinach porannych potok Lubrzanka zalał wieś Lubrza, a rzeka Prudnik zalała Skrzypiec, Trzebinę i Krzyżkowice. Przed południem na tamie w Jarnołtówku koło Prudnika, która ma generalne znaczenie dla bezpieczeństwa miejscowości nad rzekami Złoty Potok, Prudnik i Osobłoga, woda zaczęła przelewać się przez górny przepust. Służby zarządziły ewakuację mieszkańców budynków w pobliżu Złotego Potoku w Jarnołtówku i Pokrzywnej. Tamę w Jarnołtówku wizytowali Tomasz Siemoniak i Wiesław Leśniakiewicz. Burmistrz Prudnika zarządził ewakuację mieszkańców Moszczanki i Łąki Prudnickiej. Ewakuowano też ludzi z Morowa i z Dziewiętlic.
Alarm przeciwpowodziowy został ogłoszony dla powiatu nyskiego i gminy Głuchołazy. Po posiedzeniu sztabu kryzysowego w Nysie minister Siemoniak ogłosił koncentrację służb w powiatach nyskim i prudnickim. W godzinach popołudniowych wzrost wody w Odrze odnotowano w Kędzierzynie-Koźlu, Opolu i Brzegu. Pracę na górnej Odrze rozpoczął Polder Buków.

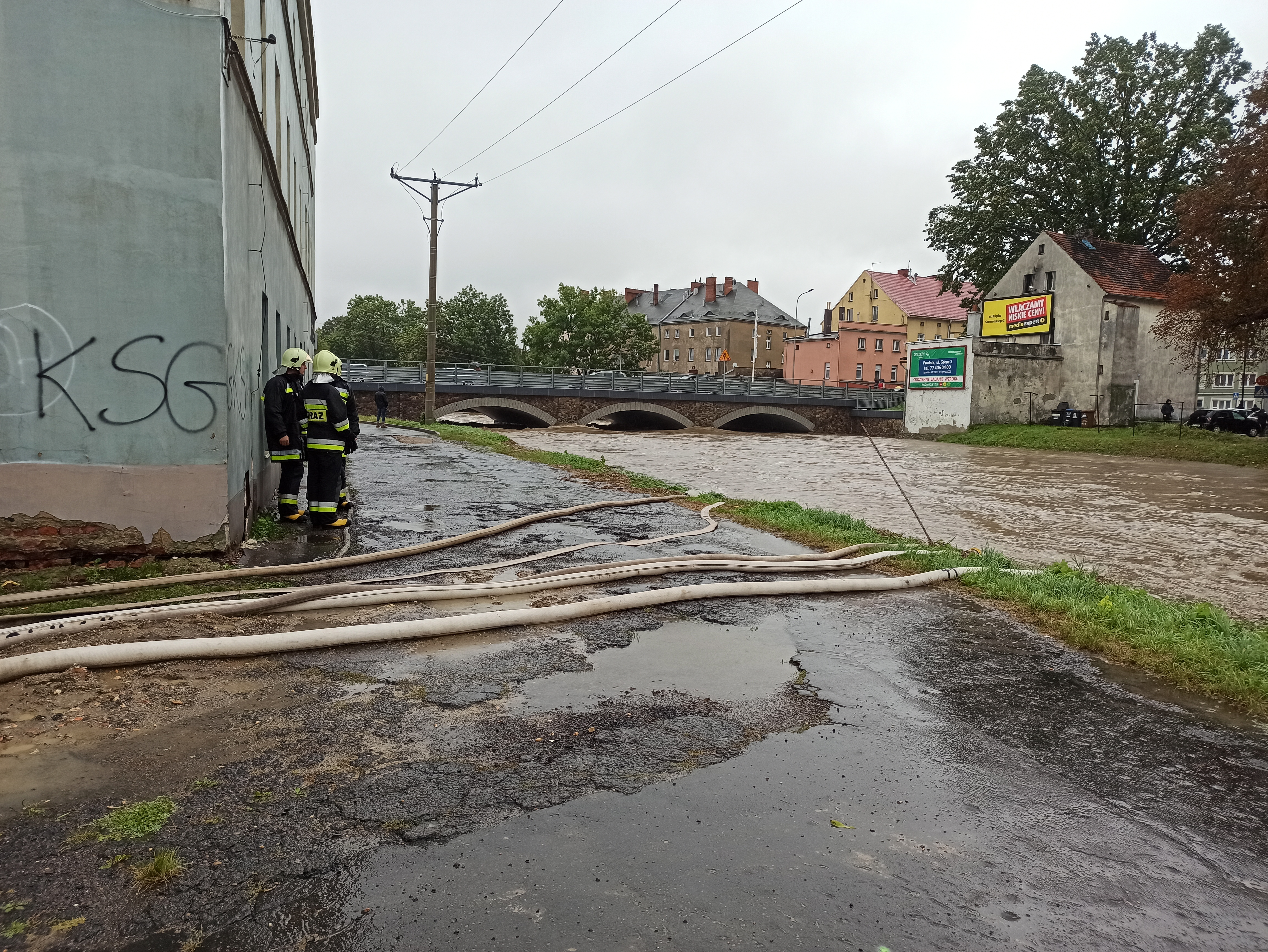
Pompowanie wody ze Spółdzielni „Pionier” w Prudniku (w tle Most Dolny)

Ewakuowano mieszkańców kilkudziesięciu domów w Lądku-Zdroju. Rzeka Kaczawa zalała posesje w Złotoryi oraz miejscowości Nowy Kościół. W Prudniku ewakuowano mieszkańców ulic: Chrobrego, Kochanowskiego, Kołłątaja i Morcinka. Zalany został zakład produkcyjny Spółdzielni „Pionier” przy ul. Batorego oraz ogródki działkowe. Woda zalała Racławice Śląskie, Dzierżysławice i Mochów koło Głogówka. Tory kolejowe w rejonie Lasu Niemysłowickiego zostały podmyte, w związku z czym PKP PLK zawiesiło ruch na linii nr 137 między Prudnikiem a Nysą. Wstrzymano również ruch pociągów na odcinku Jelenia Góra – Szklarska Poręba Górna.
Jako „bardzo poważna” została uznana sytuacja powodziowa w gminie Otmuchów, gdzie ucierpiały miejscowości Kałków, Broniszowice i Śliwice (część miasta Otmuchów). O godzinie 15:00 rozpoczął się alarm przeciwpowodziowy w gminach Strzeleczki i Krapkowice. Zalane zostały wsie Ścinawa Mała i Ścinawa Nyska w gminie Korfantów.

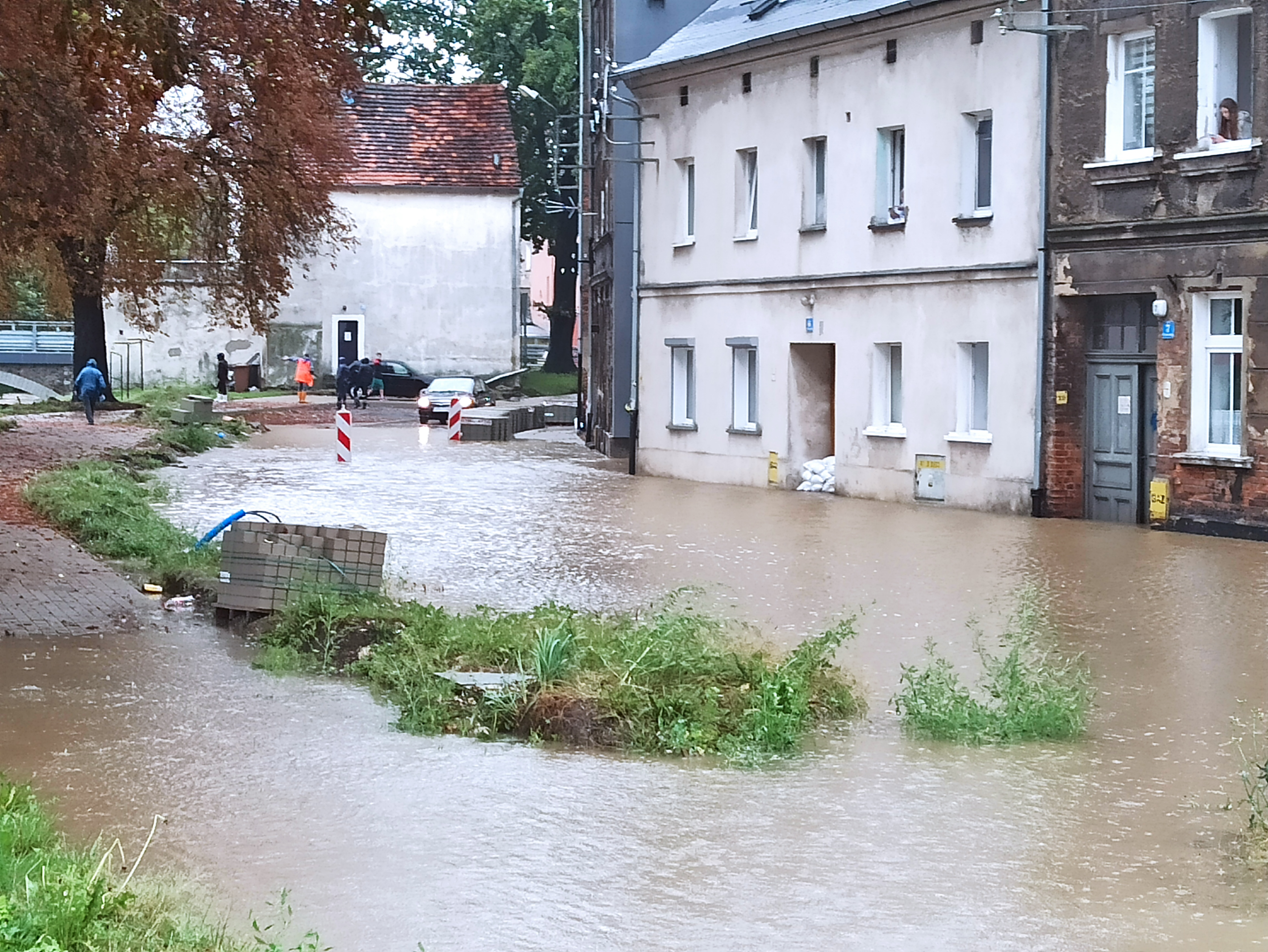
Zalana ul. Kochanowskiego w Prudniku

Wieczorem doszło do przerwania wałów przeciwpowodziowych w Moszczance i Łące Prudnickiej. Zalany został Biskupów i większość posesji w Broniszowicach. Do Prudnika dojechało 40 podchorążych z Akademii Pożarniczej w Warszawie. W pobliskiej Lubrzy przeprowadzono ewakuację. W Komendzie Powiatowej Państwowej Straży Pożarnej w Nysie odbyła się odprawa służb w związku z zagrożeniem powodziowym z udziałem Donalda Tuska, który następnie udał się do Głuchołaz.
Ewakuowano podopiecznych z domu dziecka w Czechowicach-Dziedzicach, mieszkańców Międzyrzecza Dolnego i ul. Granicznej w Dankowicach. Około godziny 23:00 woda zaczęła przelewać się przez tamę w Międzygórzu, rozpoczęto wtedy ewakuację obsługi technicznej obiektu (jednocześnie tracąc kontrolę nad upustami wody) oraz mieszkańców niżej położonych miejscowości.
W powiecie wodzisławskim zaczęło dochodzić do coraz większej ilości podtopień. Rzeka Piotrówka wylała po stronie czeskiej, z tego względu podjęto decyzję o zamknięciu przejść granicznych z Czechami w Gołkowicach i w Skrbeńsku.

#### 15 września 2024

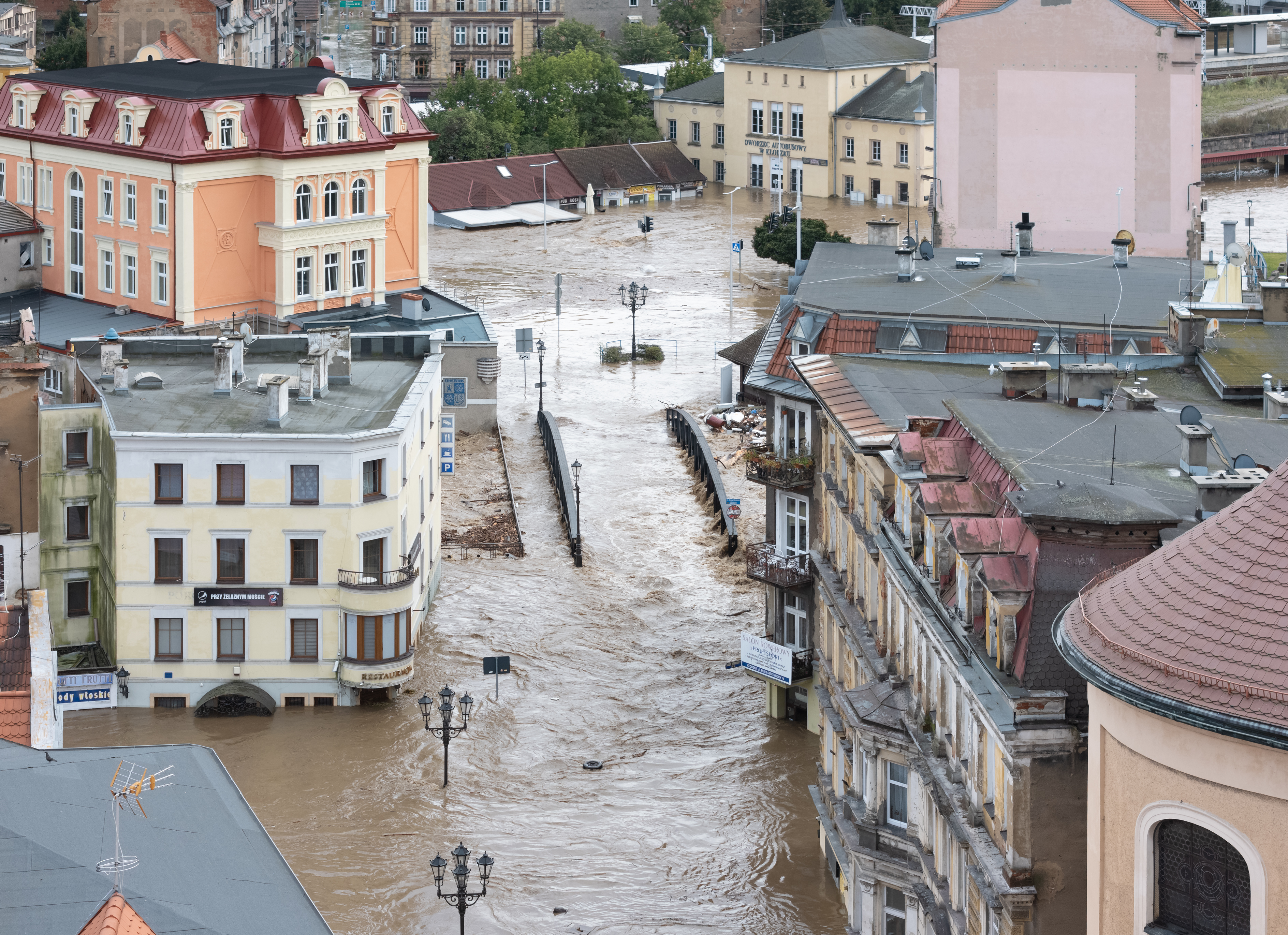
Zalany Most Żelazny w Kłodzku od strony Wyspy Piasek

W nocy z 14 na 15 września wprowadzono alarm przeciwpowodziowy dla gminy Nysa. Rzeka Biała Głuchołaska przerwała wały powyżej Białej Nyskiej, powodując zalanie tejże wsi i ominięcie Jeziora Nyskiego. Następnie, przepływając polami, zalała znaczną część Nysy. Ogłoszono ewakuację mieszkańców Łowkowic koło Strzeleczek. Suchy zbiornik Racibórz Dolny rozpoczął o 4:20 piętrzenie wód Odry, przechwytując falę wezbraniową.

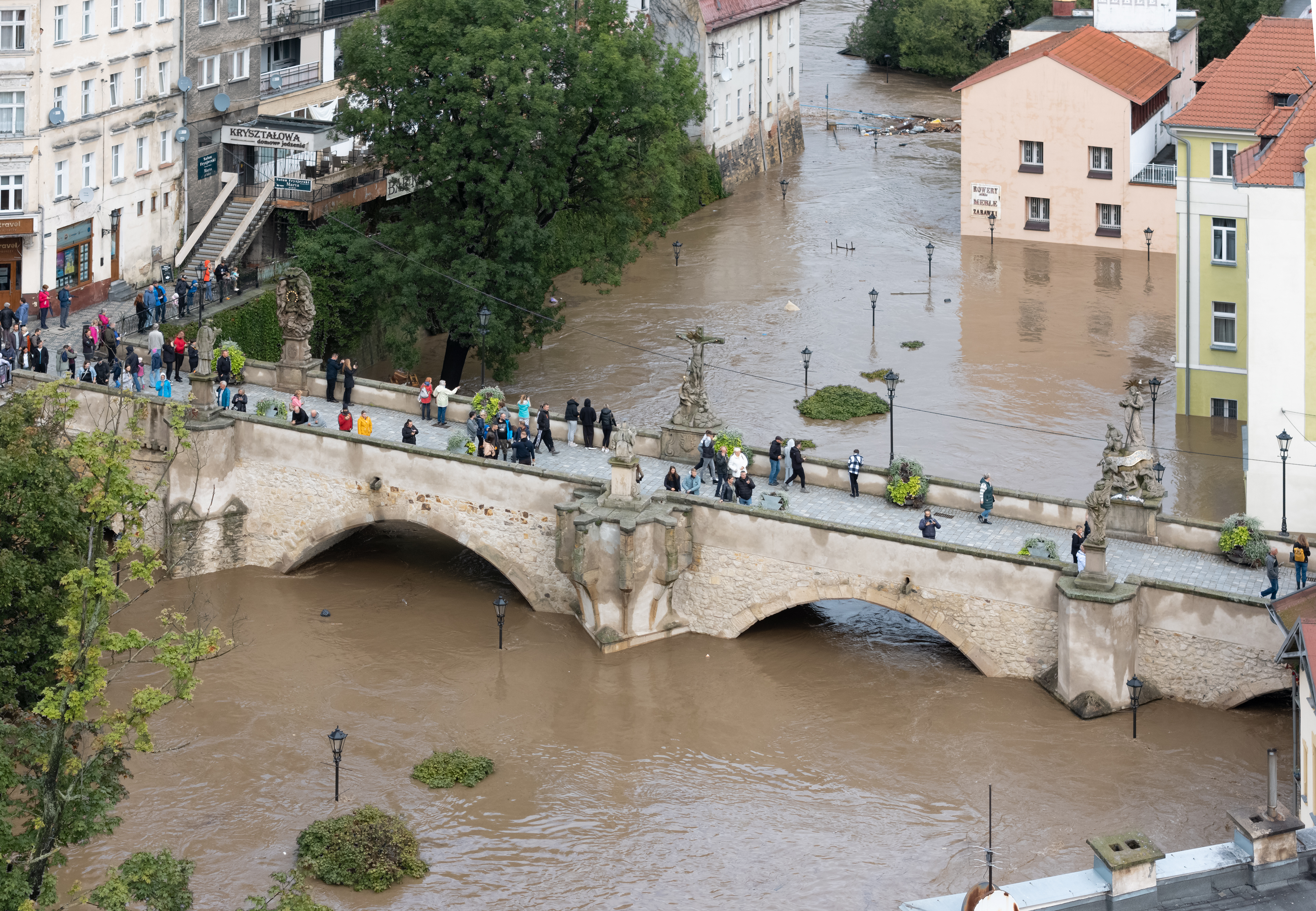
Poziom wody niedługo przed kulminacją względem zabytkowego mostu gotyckiego na Młynówce, 15 września 2024

W godzinach porannych woda przelała się przez wały w Głuchołazach i zalała centrum miasta. Rzeka Osobłoga przerwała wał w Kierpniu i wyszła z koryta, odcinając drogi do wsi. Woda wdarła się też do Głogówka i podtopiła kolejne wsie w okolicy Prudnika, m.in. Niemysłowice, Szybowice, Mieszkowice. Ewakuowano domy dziecka w Mochowie i Prudniku oraz pojedynczych mieszkańców Racławic Śląskich. Burmistrz Prudnika zwrócił się do mieszkańców o ograniczenie zużycia wody i poinformował, że tama w Jarnołtówku jest bliska przelania. W centrum Prudnika zaczęła wylewać rzeka Prudnik, zalewając centrum miasta. Służby rozpoczęły ewakuację zagrożonych mieszkańców. Ze względu na zalewanie transformatorów wyłączono prąd w części Prudnika i w Łące Prudnickiej. Około godziny 11:00 woda zniszczyła tymczasowy oraz budowany most w Głuchołazach zwiększając lokalne spiętrzanie wody. O godzinie 10:35 zniszczeniu uległa zapora w Stroniu Śląskim, która zaczęła przelewać się około godziny 22:00 dnia poprzedniego. Niemal cała zgromadzona woda (około 1,4 mln m³) wypłynęła ze zbiornika w krótkim czasie, wywołując liczne zniszczenia.

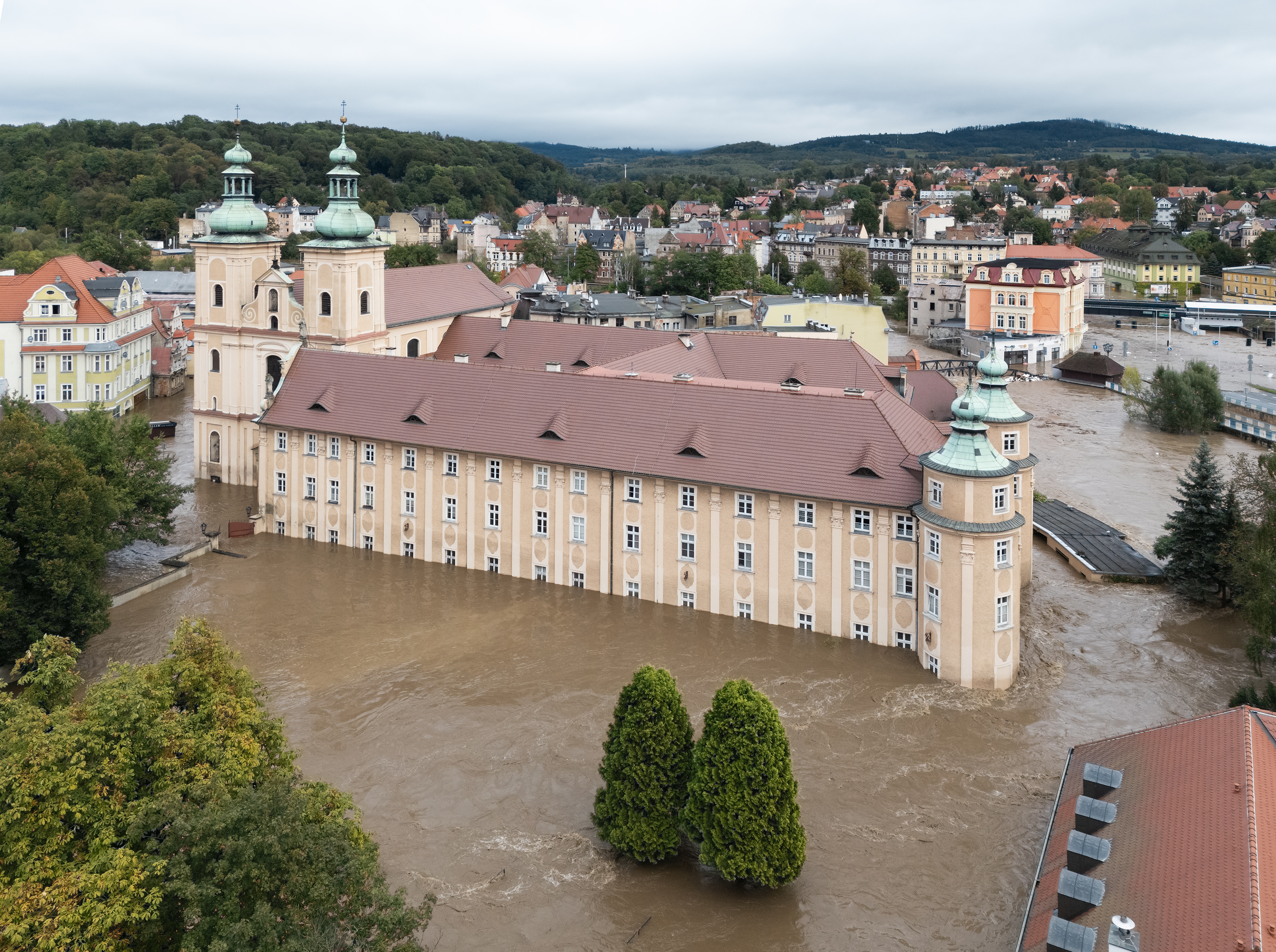
Widok na zalany klasztor franciszkanów i kościół na Wyspie Piasek w Kłodzku, 15 września 2024

Zarządzono ewakuację 1600 osób w powiecie kłodzkim, w miastach: Lądek-Zdrój, Stronie Śląskie, Kłodzko, Bystrzyca Kłodzka, a także we wsiach: Międzygórze, Wilkanów, Gorzanów, Ołdrzychowice Kłodzkie, Krosnowice, Żelazno, Trzebieszowice, Radochów, Domaszków, Długopole-Zdrój, Długopole Dolne, Długopole Górne. Prezydent Wrocławia ogłosił alarm powodziowy dla całego miasta o godzinie 23:00. Ogłoszono też ewakuację mieszkańców terenów przyległych do Nysy Kłodzkiej w gminach Bardo i Kamieniec Ząbkowicki. W Bielsku-Białej ewakuowano mieszkańców ul. Sobieskiego, Żywieckiej oraz Wodnej. Pojedyncze osoby ewakuowano z Zabełkowa, Chałupek, Rydułtów, Połomi, Zebrzydowic, Jasienicy. Pierwszą ofiarą śmiertelną powodzi w Polsce był mężczyzna w Krosnowicach. Po południu znaleziono ciało 42-letniego mężczyzny w potoku w Bielsku-Białej.
Wstrzymano ruch pociągów Intercity kursujących do Czech. Z powodu ewakuacji ludności z Chałupek zawieszono ruch pociągów na odcinkach Racibórz – Chałupki oraz Wodzisław Śląski – Chałupki.
Autostrada A1 na granicy Polski z Czechami była przejezdna tylko do węzła Gorzyce, gdyż po czeskiej stronie w Boguminie wylała rzeka Odra. Również droga krajowa nr 78 od Olzy do Chałupek była nieprzejezdna podobnie jak niektóre drogi wojewódzkie i powiatowe. W gminie Lubomia pod wodą może znaleźć się około 20 posesji.
Starosta powiatu opolskiego Henryk Lakwa ogłosił pogotowie przeciwpowodziowe dla gmin Niemodlin i Popielów, a starosta powiatu brzeskiego Jacek Monkiewicz alarm powodziowy dla gmin Grodków i Lewin Brzeski. Pogotowie przeciwpowodziowe ogłoszono również w Kędzierzynie-Koźlu oraz w Krakowie.

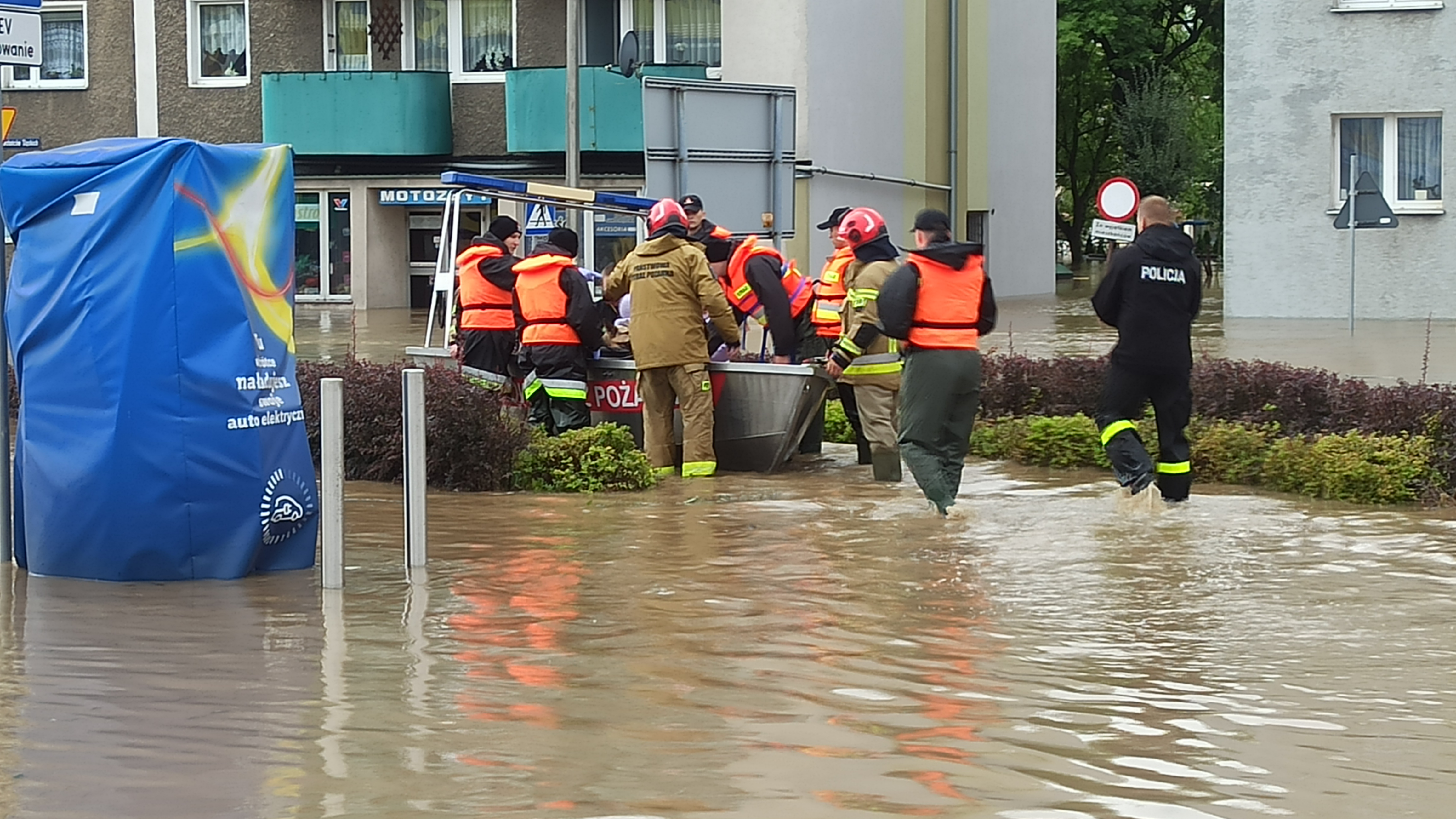
Ewakuacja łodzią ratowniczą Państwowej Straży Pożarnej w Prudniku

Burmistrz Nysy Kordian Kolbiarz poinformował o zwiększeniu zrzutu wody z Jeziora Nyskiego do 1000 m³ na sekundę w związku z przerwaniem zapory w Stroniu Śląskim. Zaapelował do mieszkańców Nysy o ewakuację lub przeniesienie się na wyższe piętra budynków. Do miasta skierowano żołnierzy Wojsk Obrony Terytorialnej. Po godzinie 17:00 burmistrz Prudnika, komendant PSP w Prudniku Krzysztof Wiciak i starosta powiatu prudnickiego poinformowali o przebiciu na wale w Jarnołtówku, ponownie apelując do mieszkańców Jarnołtówka, Pokrzywnej, Moszczanki, Łąki Prudnickiej i Prudnika o niezwłoczną ewakuację. W okolicy Prudnika do pomocy sprowadzono wojsko z amfibią. Wprowadzono alarm przeciwpowodziowy w całym powiecie krapkowickim, gdzie przez rzekę Osobłoga zalane zostały wsie Pietna, Steblów, Żywocice, a także część Krapkowic. Ewakuowano domy przy polderze Żelazna koło Opola. Zalana została wieś Kamienica koło Paczkowa.

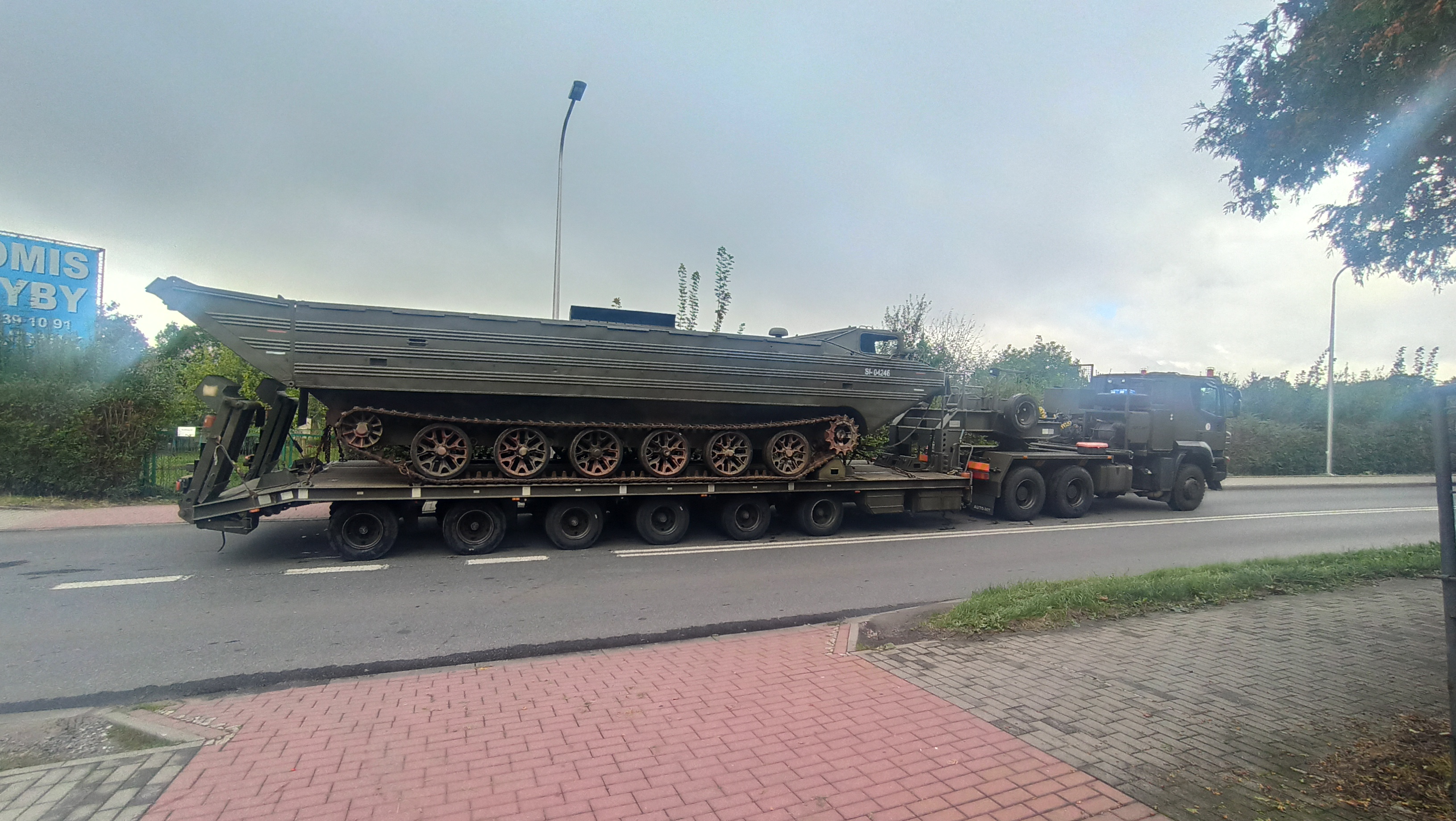
Przewóz wojskowej amfibii do Prudnika

Późnym popołudniem Prezes Rady Ministrów, Donald Tusk, ogłosił przygotowanie rozporządzenia w sprawie wdrożenia stanu klęski żywiołowej odnośnie trwającego kataklizmu powodzi. Wieczorem woda płynąca przez Głuchołazy zaczęła opadać. Miasto zostało pozbawione prądu, gazu i telefonii stacjonarnej. Trzecią ofiarą śmiertelną w Polsce była mieszkanka Nowego Świętowa koło Prudnika, znaleziona martwa w zalanym budynku. Zalane zostało miasto Korfantów, a także wsie Kuźnica Ligocka i Przechód. Zaczęła opadać woda na Złotym Potoku i rzece Prudnik, a także w zbiorniku w Jarnołtówku.

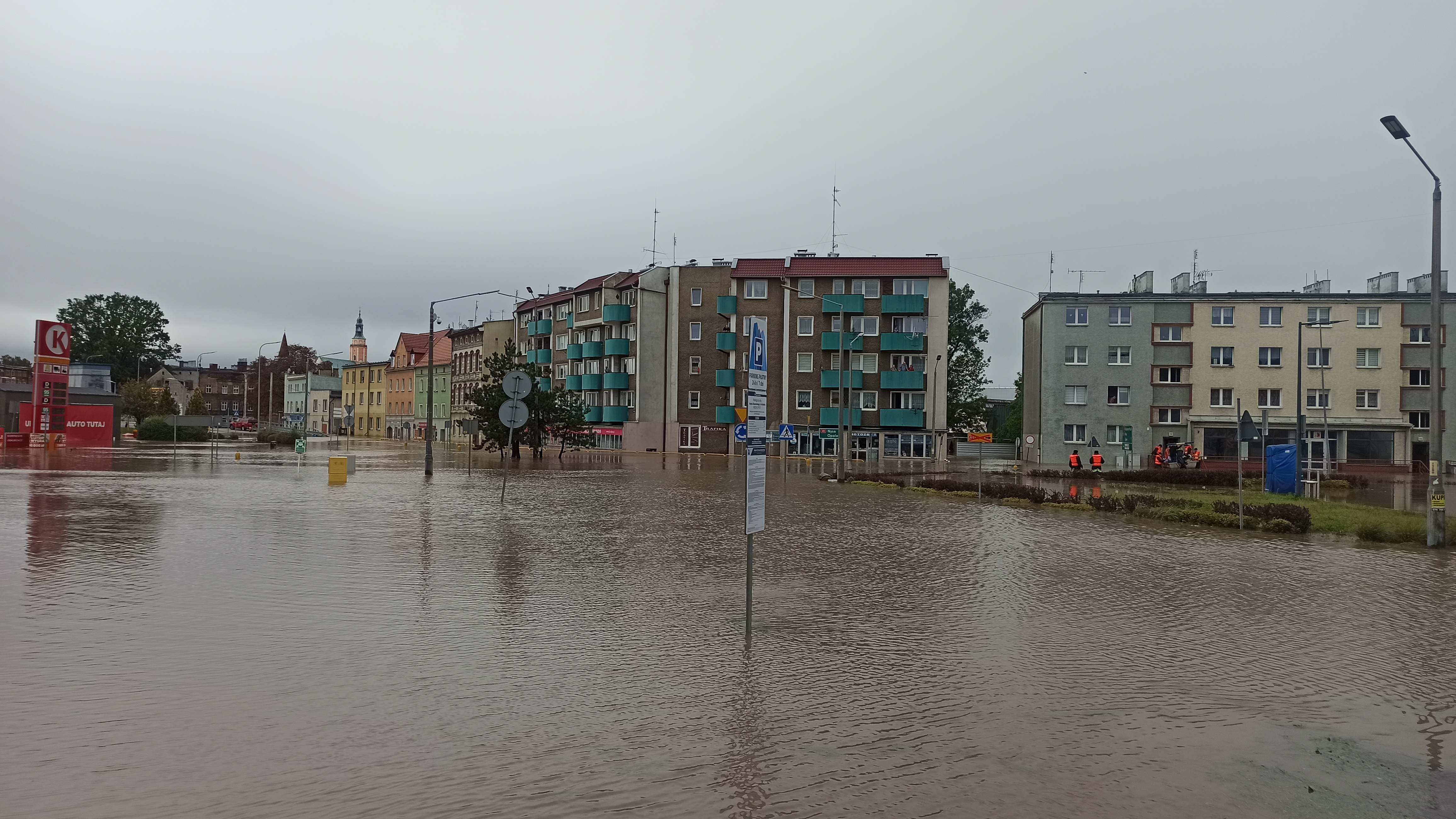
Zalany rejon ronda Żołnierzy Wyklętych w Prudniku

Wieczorem przekazano także, że polski rząd będzie ubiegać się w Unii Europejskiej o maksymalnie wysokie środki na likwidację skutków powodzi. Według władz UE posiada specjalny mechanizm pomocowy na takie sytuacje.
Od tego dnia zaczęły spływać informacje o doszczętnie zniszczonym zabytkowym Moście św. Jana w Lądku-Zdroju. Okazało się jednak, że gotycki most nad Białą Lądecką przetrwał fale powodziowe, ale jest w tragicznym stanie konstrukcyjnym i nadal grozi zawaleniem. Utracona została zdobiąca most figura św. Jana Nepomucena. W Prudniku woda zniszczyła trzy mosty dla pieszych: kładkę w kompleksie ogródków działkowych nad Złotym Potokiem oraz kładki pod Czyżykową Górą i pod Piaskówką nad rzeką Prudnik.

#### 16 września 2024

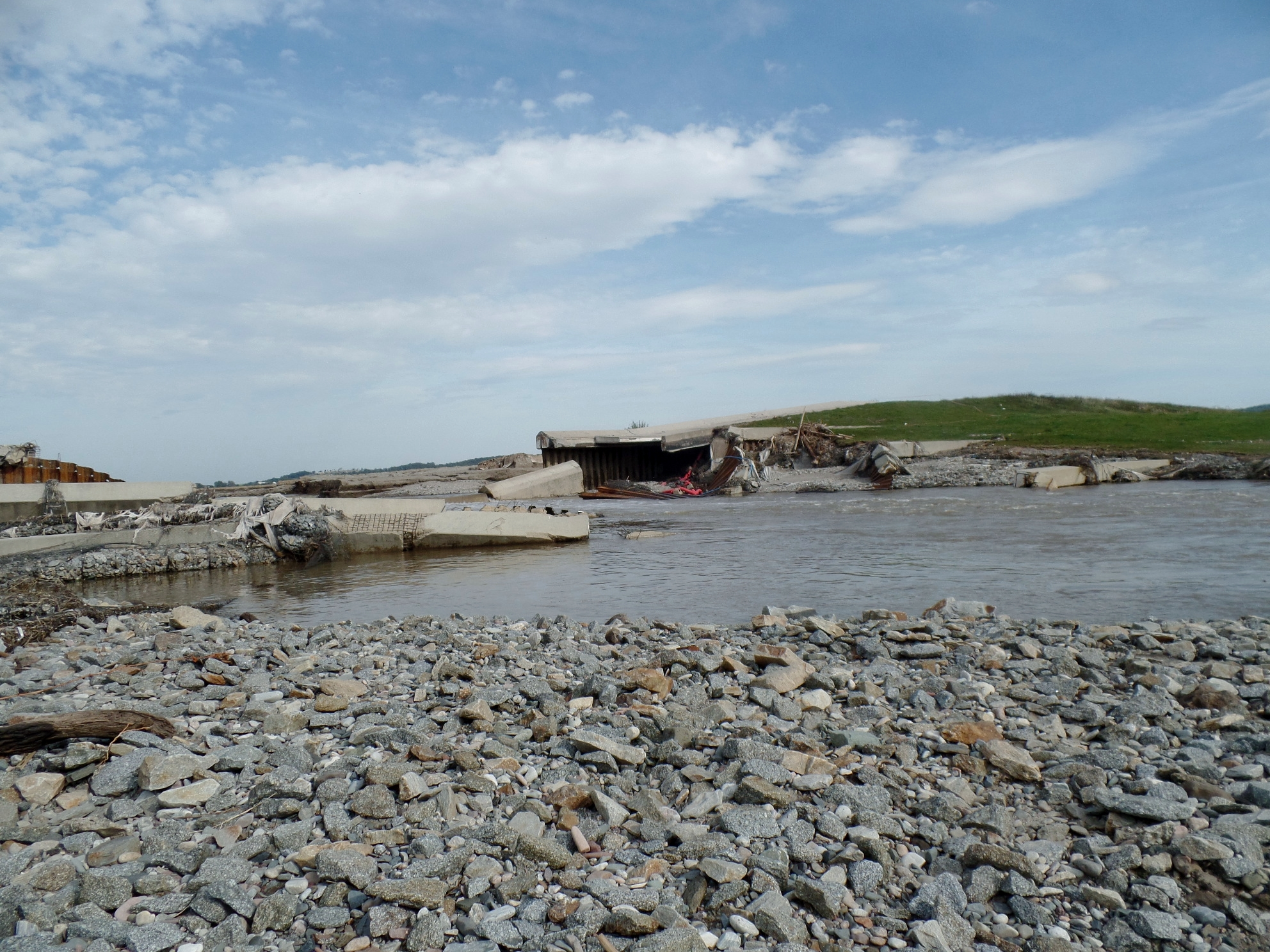
Zniszczony przelew powierzchniowy na zbiorniku Topola

Krótko po północy zaczęły spływać informacje o coraz szybszym opadaniu wody z Nysy Kłodzkiej w Kłodzku. Według relacji reporterów woda opadła od punktu maksymalnego o około 1–2 metry. Służbom udało się załatać przebicie na wale w Jarnołtówku, dzięki czemu tymczasowo zabezpieczono wsie w dolinie Złotego Potoku oraz miasto Prudnik. W Brzegu rozpoczęto „wczesną akcję ewakuacyjną” dla mieszkańców ulic Grobli, Wał Śluzowy, Błonie, Nadodrzańskiej, Nadbrzeżnej, Cegielnianej, Strzeleckiej oraz placu Drzewnego. W mieście ruszyła zbiórka rzeczy potrzebnych dla powodzian.
Zajęcia szkolne zostały odwołane w ponad 350 placówkach oświatowych w województwach dolnośląskim, opolskim, śląskim i lubuskim. Prokuratury rejonowe w Nysie, Prudniku, Bystrzycy Kłodzkiej, Kłodzku oraz Lwówku Śląskim zostały zamknięte. Odwołano wszystkie rozprawy i posiedzenia w Sądach Rejonowych w Prudniku, Kłodzku, Nysie i Kamiennej Górze wyznaczone na 16 września 2024.
Z powodu zalania peronu przed Wyszkowem Śląskim zawieszony został ruch pociągów na odcinku linii kolejowej nr 287 Opole – Nysa (składy zatrzymywały się w Kubicach). Zamknięty został też odcinek linii kolejowej nr 288 Nysa – Brzeg oraz nieprzejezdny fragment linii kolejowej nr 137 od Głogówka w kierunku Prudnika. Droga krajowa nr 45 zapadła się na moście w Żywocicach. Przeprowadzono ewakuację mieszkańców Kopic koło Grodkowa. Wprowadzono alarm przeciwpowodziowy dla Kędzierzyna-Koźla. Przed południem pękł zbiornik Topola na Nysie Kłodzkiej.
Zbiornik przeciwpowodziowy na Odrze – Polder Buków przyjął ponad 50 mln m³ wody i został całkowicie zapełniony.
Wprowadzono stan klęski żywiołowej na obszarze części województwa dolnośląskiego, opolskiego oraz śląskiego.

#### 17 września 2024
W nocy z 16 na 17 września pojawiła się wiadomość o tym, że pierwsza fala powodziowa dociera do Oławy. Ma ona dotrzeć w nocy. Miasto to oddalone jest od Wrocławia o około 30 km. Mieszkańcy przygotowali duże ilości wałów i umocnień z worków z piaskiem chroniących miejscowość.
Nysa cały czas walczy o wał przeciwpowodziowy, który jest ostatnim ratunkiem przed całkowitym zalaniem miasta. Ludzie wraz ze służbami wzmacniają wały workami z piaskiem. Przeprowadzany jest cały czas zrzut wody mający jak najszybciej obniżyć poziom wody w Nysie Kłodzkiej.
O godzinie 0:20 poziom wody w Odrze w Opolu wynosił 654 cm, w Brzegu 651 cm, w Oławie 629 cm. Od niedzieli pracował zbiornik Racibórz Dolny, który miał za zadanie możliwie najbardziej spłaszczyć falę wezbraniową przybywającą z Ostrawy w Czechach w kierunku Wrocławia. Do 17 września godz. 16:00 przyjął 147 mln m³ wody (ok. 80% jego pojemności w tym czasie, a sąsiedni Polder Buków retencjonował dalsze 50 mln m³ wody) po czym nastąpiło jego powolne opróżnianie.
Chwilę po północy zapadła także decyzja o ewakuacji całego Lewina Brzeskiego leżącego nad Nysą Kłodzką po przelaniu wałów i wdzieraniu się wody do miasta. Poziom rzeki w pobliżu miasta osiągnął ponad 780 cm. Ewakuację zarządzono także w okolicznych wsiach.
Wody Polskie poinformowały o stwierdzeniu niewielkiego przecieku wody na przedpolu zbiornika Racibórz Dolny, który jednak nie zagrażał pracy mechanizmów wlotowych i upustowych zbiornika.
Gminny Zespół Zarządzania Kryzysowego w Kędzierzynie-Koźlu podjął decyzję o przygotowaniach do ewentualnej ewakuacji trzech dzielnic Kędzierzyna-Koźla: Rogów, Zachodu i Południa. W mieście również trwała akcja podwyższania wałów na Lasokach (osiedle Rogi) i rozstawienia rękawów ochronnych nad potokiem Lineta na wysokości ulicy Emilii Plater.
Powódź dotarła tego dnia już do województwa lubuskiego i za sprawą Bobru i rzeki Szprotawy zalała Szprotawę w powiecie żagańskim. Woda ma także zagrozić innemu pobliskiemu miastu – Żaganiowi. Podczas sztabu kryzysowego w okolicach godz. 18:55 z udziałem premiera Donalda Tuska przekazano, że w Żaganiu przekroczono stan alarmowy na tamtejszej rzece o 178 cm. Taki stan został także przekroczony w Łozach leżących nad Kwisą.

#### 19 września 2024

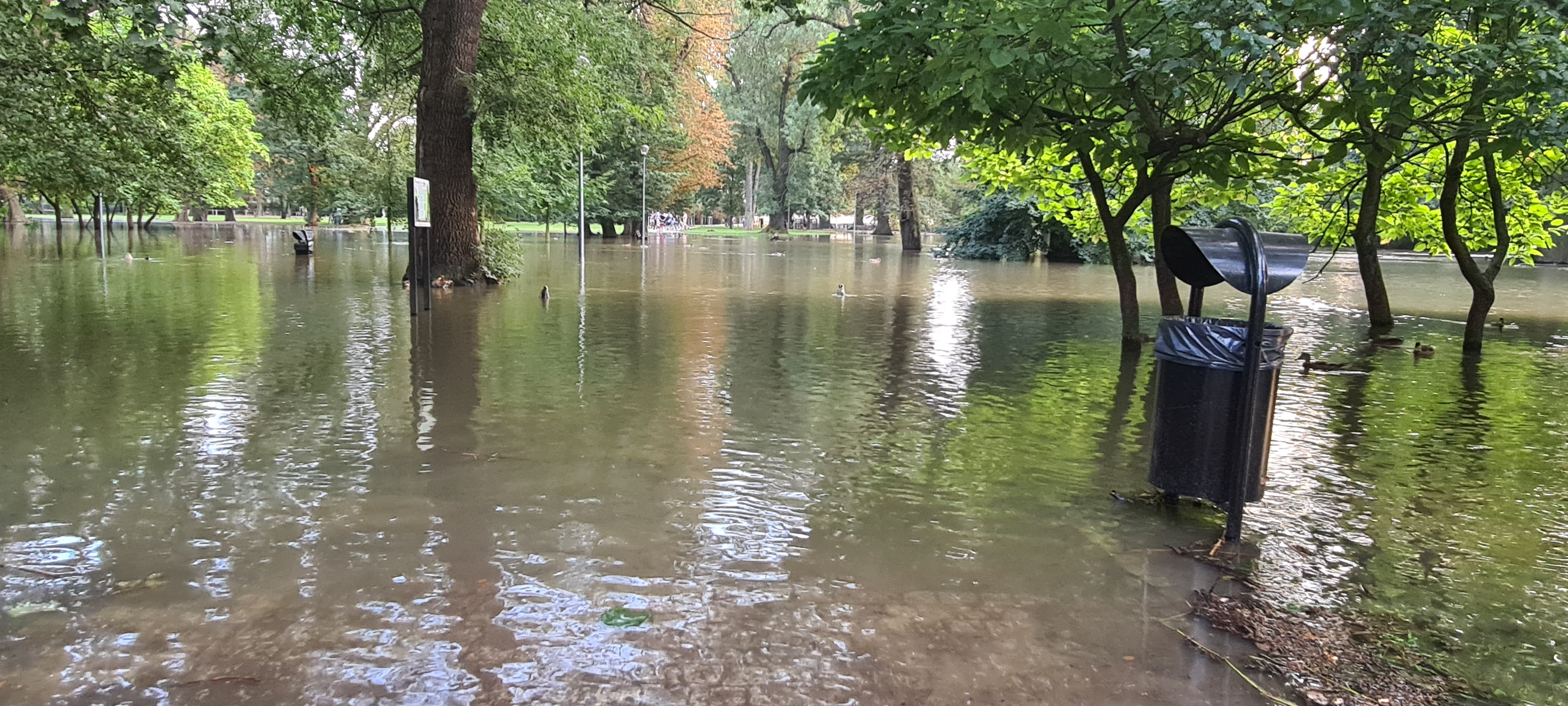
Park Kleciński we Wrocławiu zalany przez rzekę Ślęzę

Szczyt fali kulminacyjnej po północy dotarł do Wrocławia. Ze względu na swoje spłaszczenie, fala nie spowodowała poważnych zniszczeń, jedynie uwidoczniły się średnie podtopienia, przeważnie terenów niezamieszkałych. Wojewoda lubuski, Marek Cebula, ogłosił alarm przeciwpowodziowy w powiatach: gorzowskim, krośnieńskim, nowosolskim, słubickim, wschowskim i zielonogórskim.

### Czechy

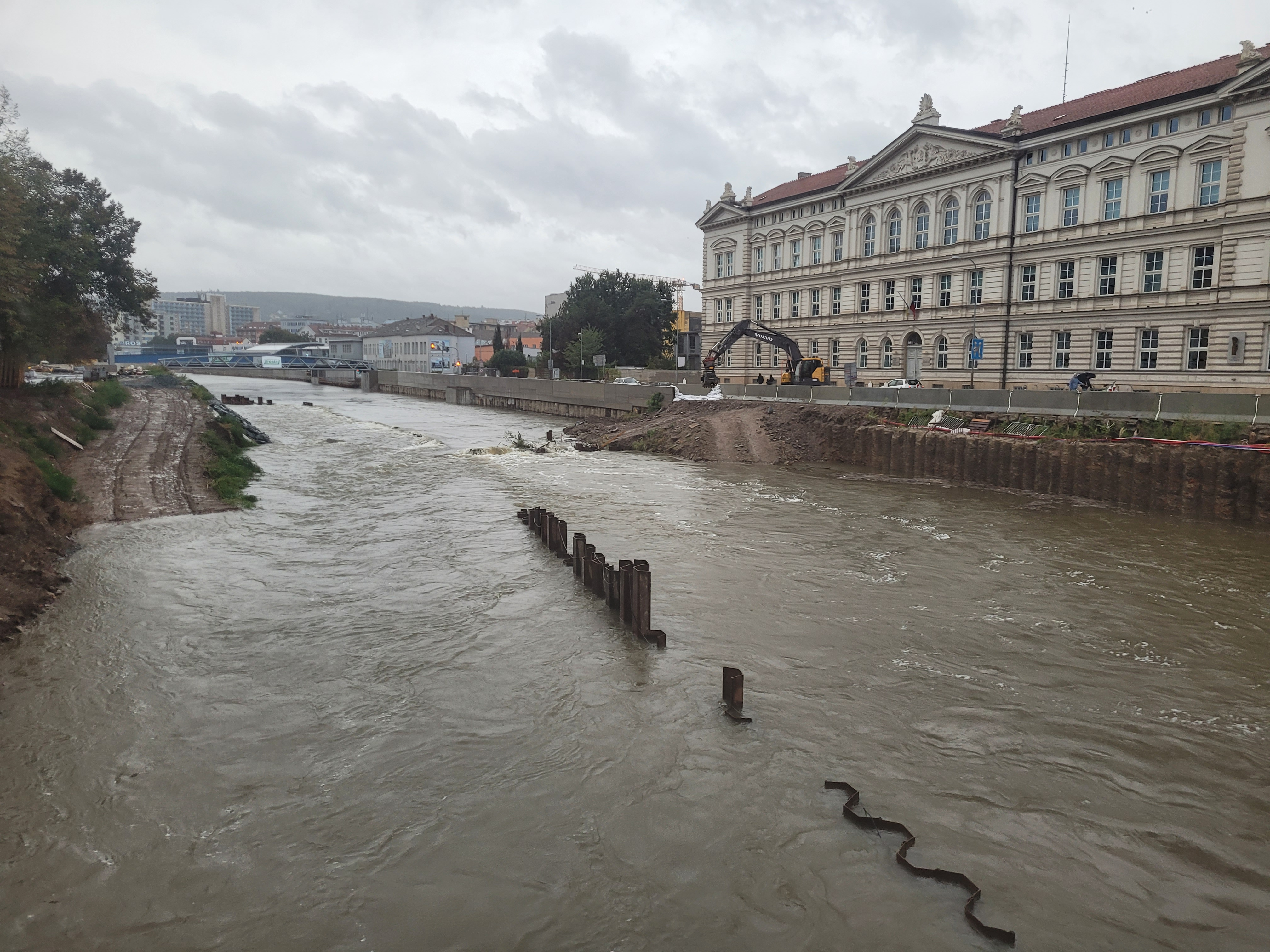
Wysoki poziom wody na Svratce w Brnie, 14 września 2024

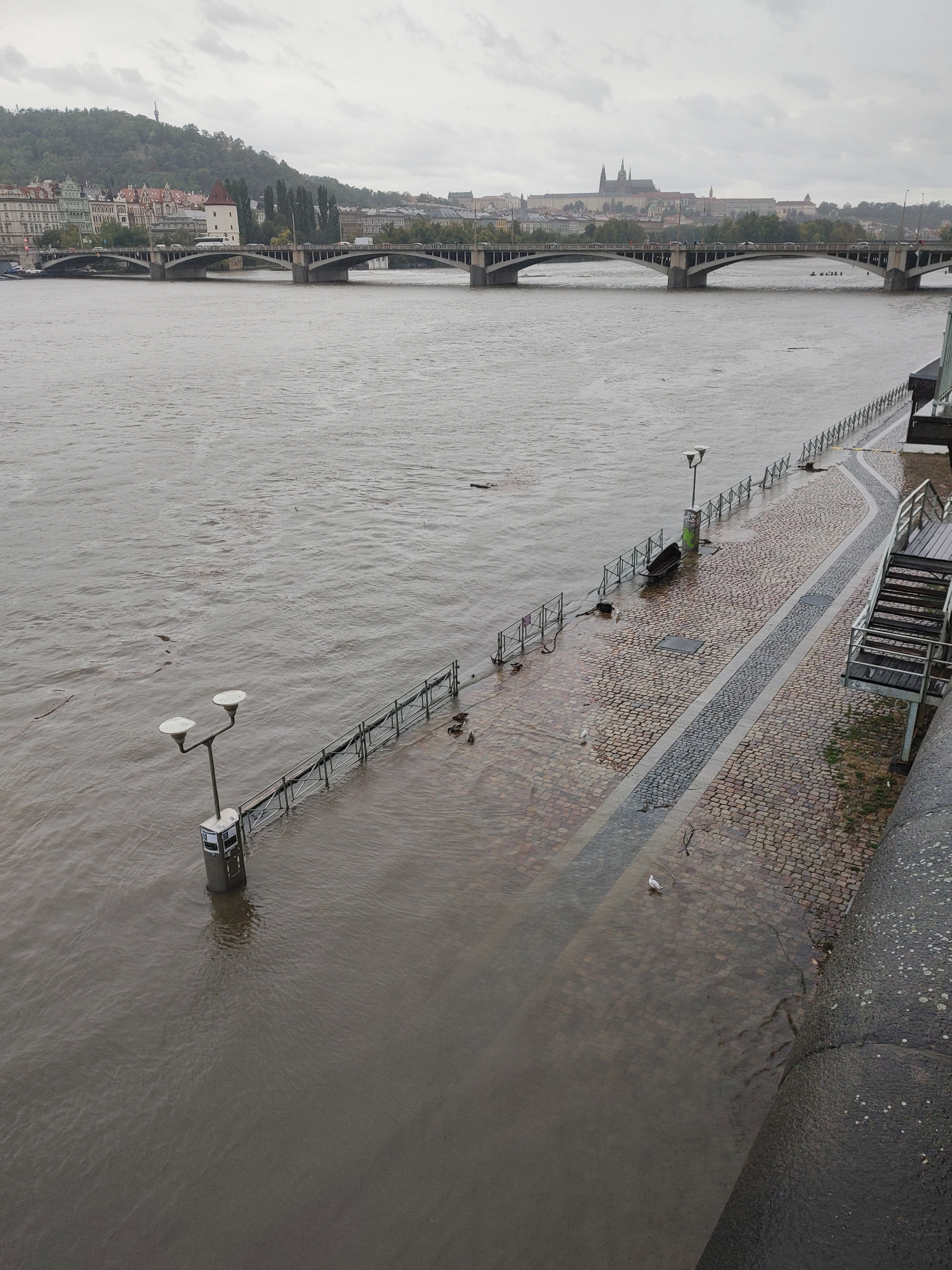
Podwyższony poziom rzeki Wełtawy w Pradze, 14 września 2024

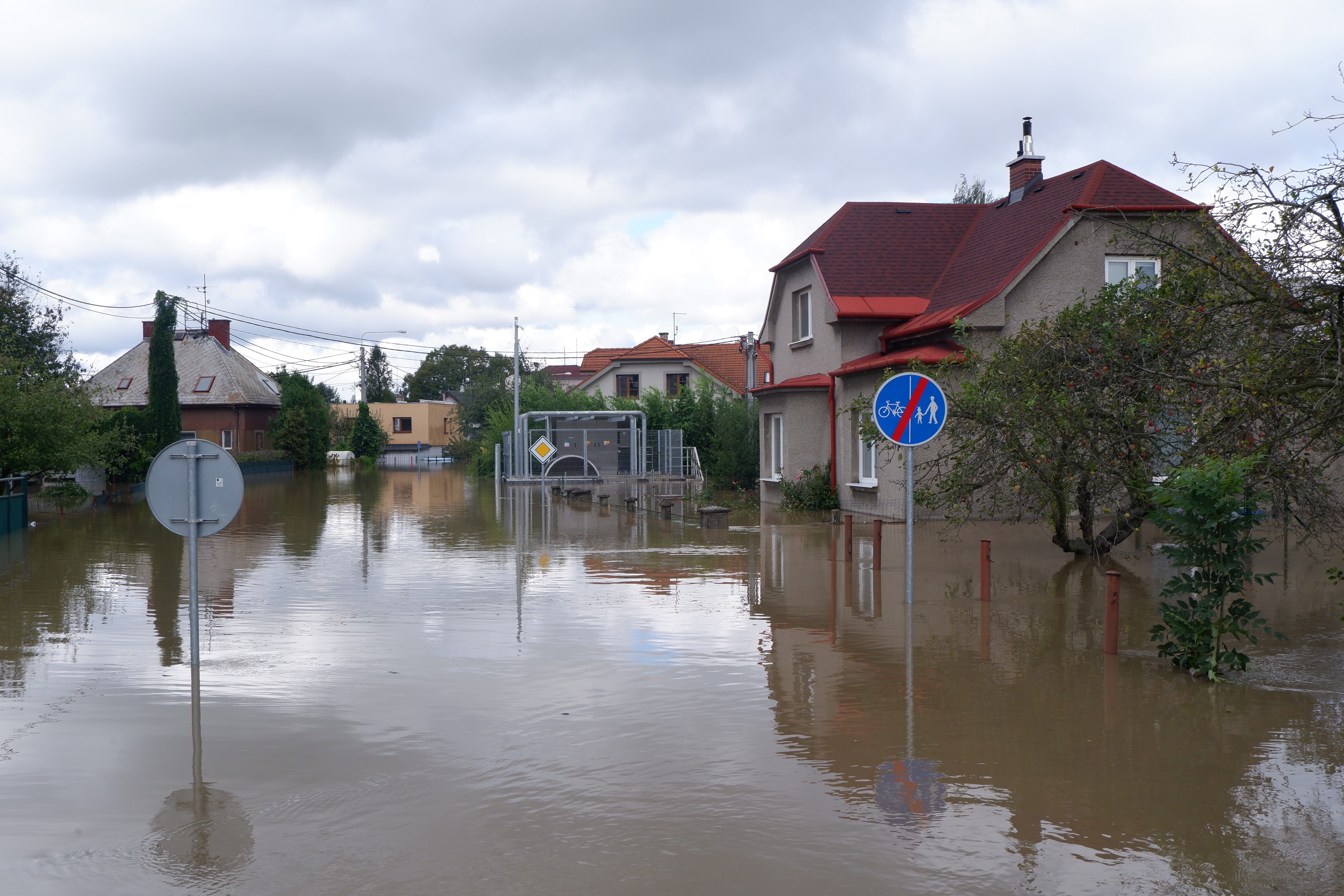
Zalana ulica w dzielnicy Svinov w Ostrawie, 15 września 2024

Powódź w Czechach rozpoczęła się 13 września po ulewnych deszczach. Do 15 września zgłoszono, że ponad 200 rzek wylało się z brzegów. Najbardziej krytyczna sytuacja jest w Morawach Południowych, a następnie w Morawach Środkowych i Północnych oraz w Czechach Południowych. Cztery osoby uznano za zaginione, tysiące przesiedlono, a około 250 tysięcy osób nie miało prądu. Zamknięto kilka dróg i linii kolejowych. Woda przeciekła również do stacji metra Muzeum, ale pozostało ono sprawne.

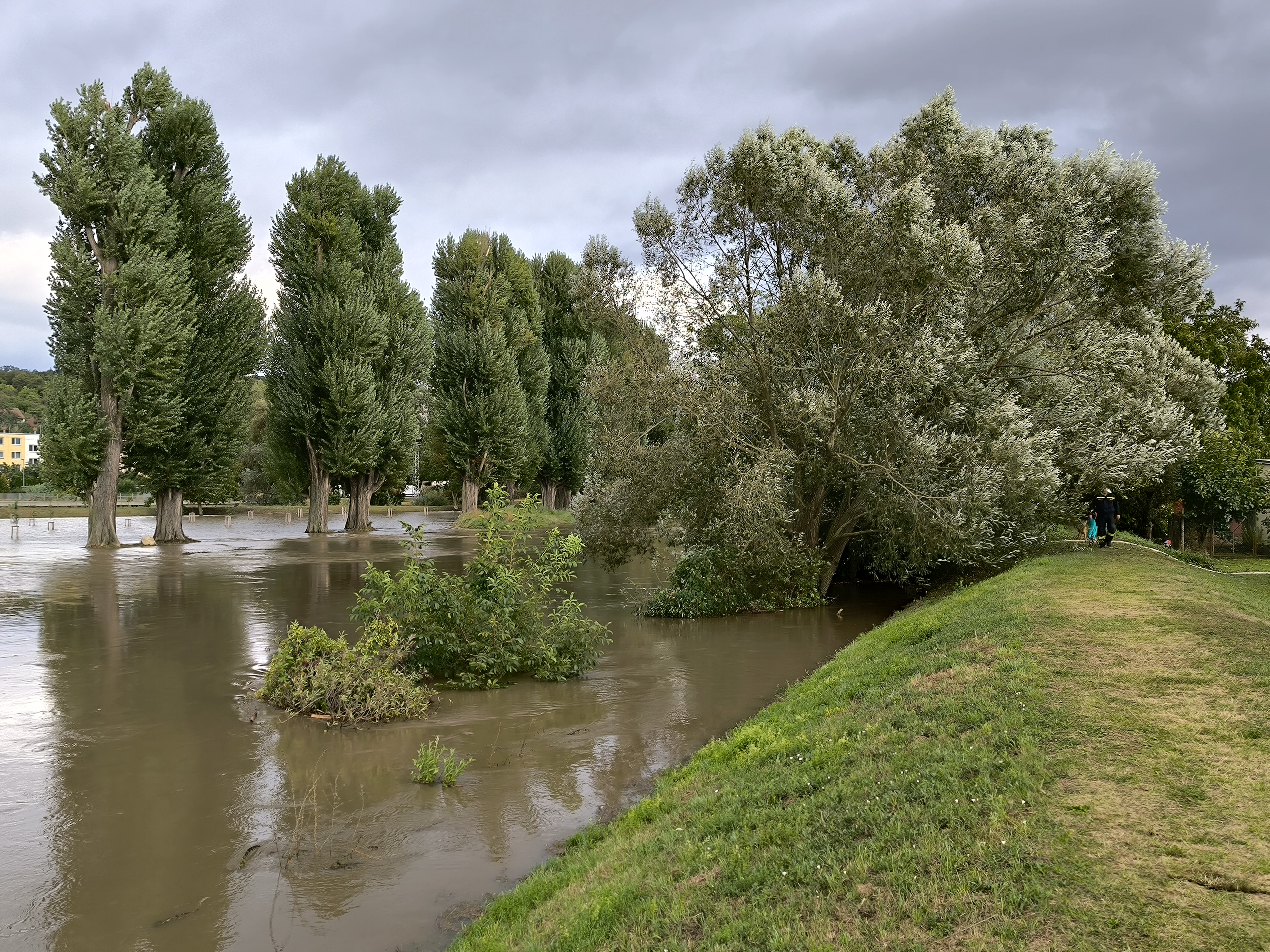
Powódź na Svratce w Židlochovicach, 15 września 2024

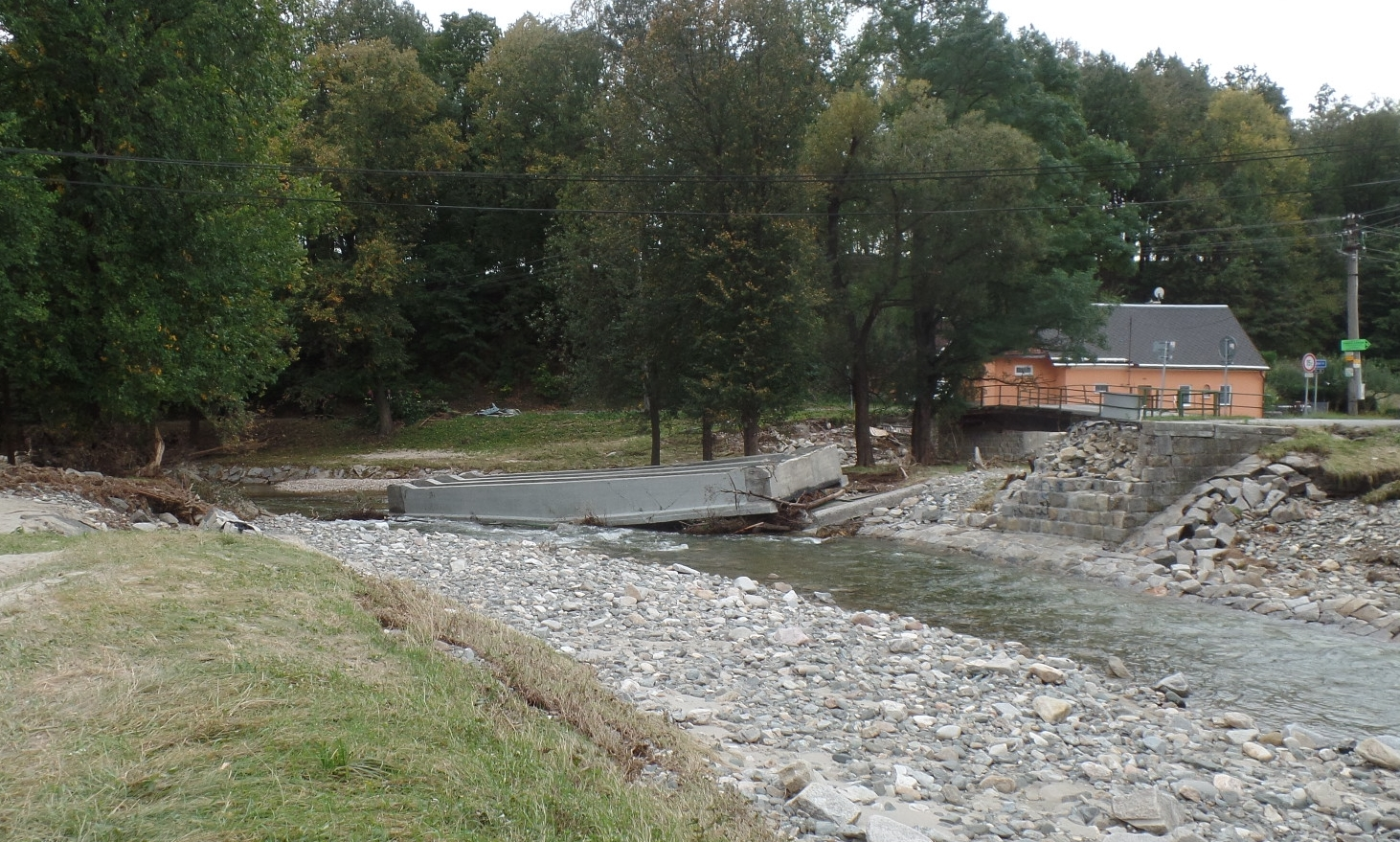
Velká Kraš, most zniszczony przez powódź

Tama Husinec w kraju południowoczeskim 15 września przepełniła się i woda zaczęła przelewać się koroną tamy.
W okolicach południa 16 września pojawiła się informacja o uszkodzeniu prawego brzegu wału przeciwpowodziowego w Ostrawie. Jest to bardzo niebezpieczne zdarzenie, z uwagi na to, że żadne plany przeciwpowodziowe tego wypadku nie uwzględniały. Od razu zarządzono pilną ewakuację mieszkańców z zagrożonych zalaniem obszarów. Na miejsce przybył dźwig układający w szczelinie worki z piaskiem. Woda zmierza w kierunku zakładów chemicznych i koksowni, co może doprowadzić do katastrofalnych skutków i jeszcze większej tragedii. Na ten moment z obszarów Ostrawy ewakuowano około 2,5 tys. mieszkańców. Nieprzejezdne są również szlaki kolejowe Bohumin – Ostrawa oraz Ostrawa – Ostrawa Svinov w tym dojazd z polskich przejść granicznych Chałupki i Zebrzydowice do Czech. Przynajmniej tydzień mogą potrwać prace nad przywróceniem ruchu kolejowego na węźle kolejowym w Ostrawie.
Górski kurort Malá Úpa w Powiacie Trutnov w Karkonoszach została całkowicie odcięta od świata zewnętrznego z powodu zejścia lawiny błotnej.
17 września po 10:00 w żadnym dotychczasowym miejscu nie obowiązywał już alert „zagrożenie ekstremalnymi powodziami”. Pozostały te o standardowym trzecim stopniu alarmu powodziowego. Sytuacja w Ostrawie nadal wówczas była w stanie krytycznym.

### Słowacja
Zagrożenie powodziowe nie ominęło Słowacji, gdzie obawiano się o zalanie Bratysławy. 13 września zidentyfikowano obszary, które mogą zastać zalane, co spowodowało podjęcie pewnych działań mających zminimalizować ewentualne skutki. Poziom Dunaju lekko się podniósł, ale nie doprowadziło to do zalania zabytkowego centrum słowackiej stolicy. 15 września przekazano, że wylał Dunaj w Bratysławie. Zalane zostały obszary położone w pobliżu rzeki, w tym niektóre zabytkowe obiekty.
17 września do słowackiej stolicy dotarła szczytowa fala. Osiągnęła ona 9,8 m, po czym zaczęła opadać. Służby meteorologiczne uspokoiły, że nie ma niebezpieczeństwa dla słowackiej stolicy. Według słowackiej opozycji tamtejszy rząd zbagatelizował zagrożenie i nie podjął wystarczających działań mających zabezpieczyć ludzi i budynki w bezpośrednim sąsiedztwie Dunaju.

### Austria

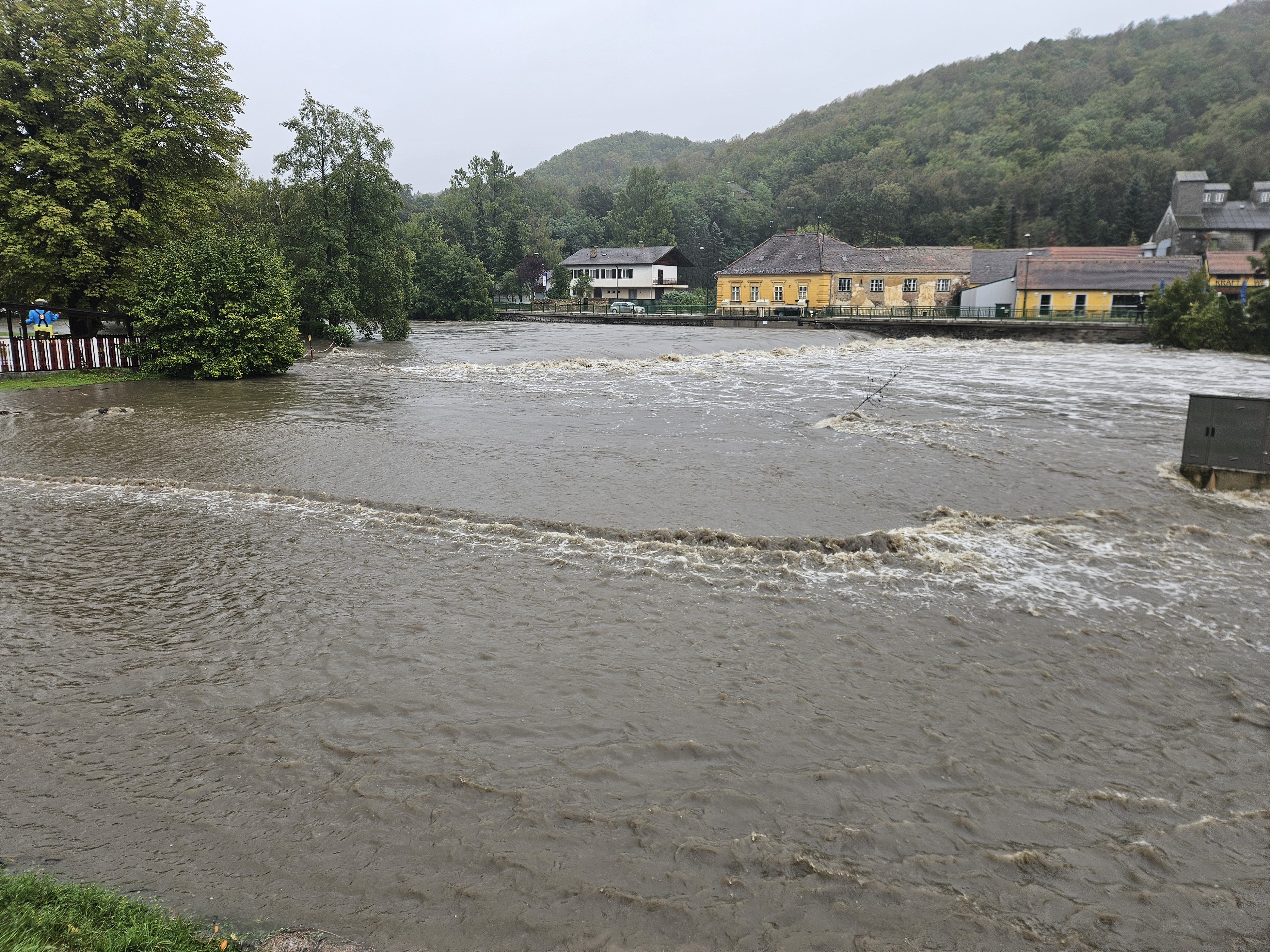
Powódź w Gars am Kamp w Dolnej Austrii, 14 września 2024

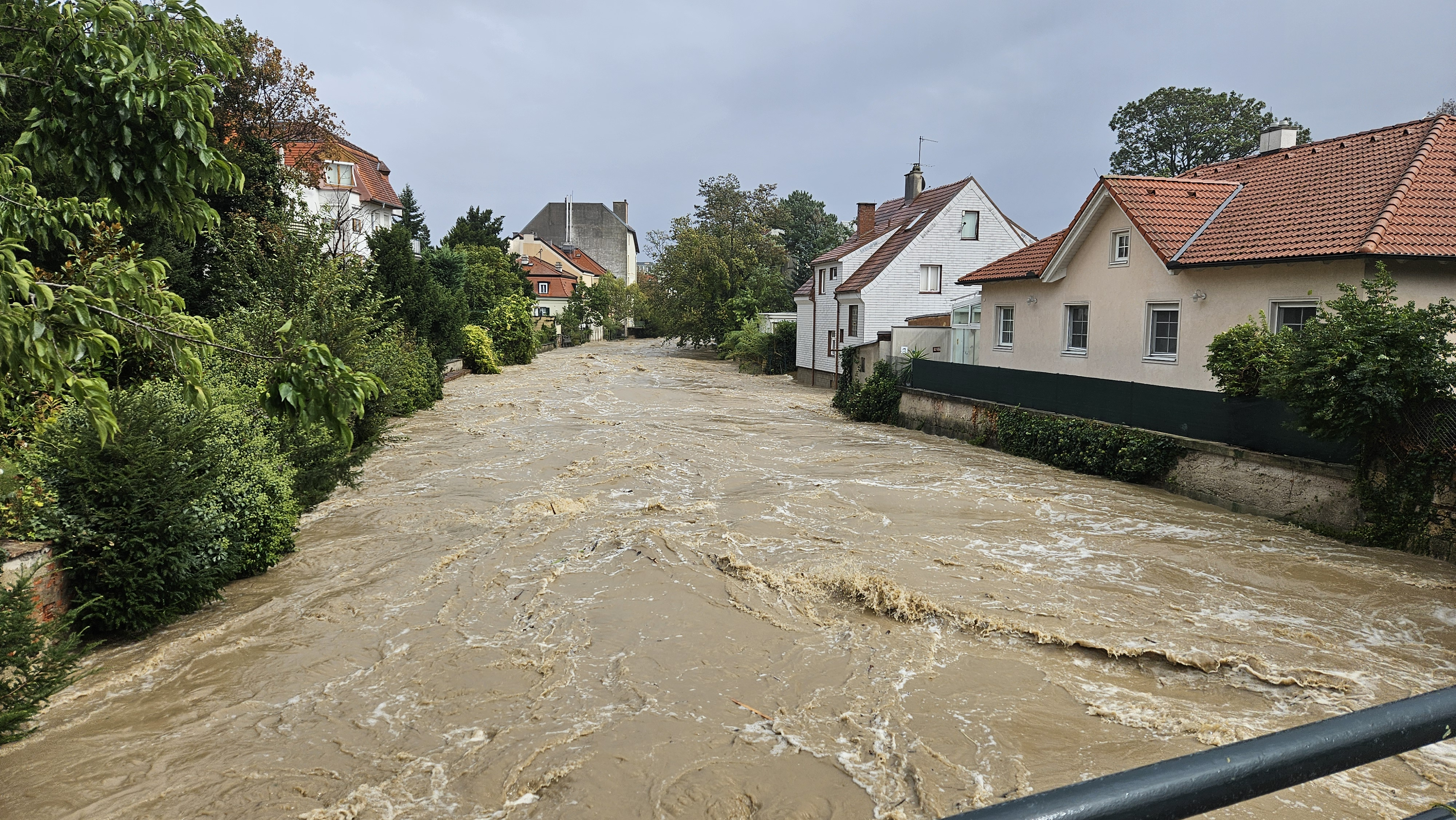
Rzeka Schwechat podczas krytycznych stanów wód w Baden bei Wien, 15 września 2024

Władze austriackie, korzystając z dostępnych prognoz, rozpoczęły zwalnianie miejsca na przybywającą wodę w zbiornikach, m.in. w Zbiorniku Ottenstein w Dolnej Austrii. Oprócz silnych opadów deszczu pojawiły się opady śniegu, szczególnie w południowej Austrii. Poza Dolną Austrią rzeki wylały także w Burgenlandzie, takie jak Wulka i Leitha. 14 września sklasyfikowano 24 miasta w powiatach Horn, Krems, Tulln i Zwetti za obszary klęski żywiołowej, ze względu na wysoki poziom wody w rzece Kamp. Tego samego dnia wieczorem rozszerzono obszar o 18 miast.
Wczesnym rankiem 15 września rząd kraju związkowego Dolnej Austrii ogłosił, że już cały kraj jest objęty stanem klęski żywiołowej. W wielu miejscach konieczne było ewakuowanie mieszkańców. Liczne strumienie, takie jak Perschling czy rzeka Wiedeń, wystąpiły z brzegów, co zmusiło także do przeprowadzenia ewakuacji w Wiedniu. O 10:00 czasu lokalnego poinformowano o śmierci strażaka, pierwszej osoby zmarłej w wyniku powodzi w tym kraju. 15 września poziom na Dunaju w austriackiej stolicy wystąpił z brzegów i zalał wiele terenów.
Z powodu trudnych warunków pogodowych spowodowanych burzami i jej następstwami około 25 tys. gospodarstw domowych w Styrii było pozbawionych energii elektrycznej. Najgorsza sytuacja w tym regionie była w dolinach rzek Mürz i Salza. Wieczorem 15 września miasto Kapfenberg leżące nad Mürzem znalazło się pod wodą.
W poniedziałek 16 września w Dolnej Austrii doniesiono o kolejnych trzech ofiarach śmiertelnych. Rano zamknięto 256 dróg krajowych, w tym część autostrad. Mocno odczuł to także ruch kolejowy. Przerwania zapór, szczególnie w okolicy St. Pölten, powodują ogromne obciążenie lokalnych służb. Doprowadziło to do całkowitej ewakuacji wsi Rust im Tullnerfeld, liczącej około 600 mieszkańców z obawy o ogromny napływ wody z rzeki Perschling.
Po godz. 18:00 17 września spłynęła informacja, że już pięć osób zginęło w wyniku powodzi w Dolnej Austrii. Wiele miejscowości pozostaje jednak nadal odciętych od świata. Jak przekazała austriacka policja, do tragedii doszło w miejscowości Tulln an der Donau.

### Niemcy
Od 14 września w Niemczech w kilku rzekach w Bawarii, m.in. na Dunaju czy Łabie doszło do podwyższenia poziomu wody, ale pozostał on na dopuszczalnym poziomie. Największego wzrostu wody spodziewano się w Pasawie w kraju związkowym Bawaria przy granicy z Austrią. W tym mieście do Dunaju wpływają dwie mniejsze rzeki – Inn i Ilz. Władze lokalne Pasawy przekazały, że poziom Dunaju wyniósł wówczas 7,9 metra, a na rzece Inn 5,5 metra.

### Słowenia
13 września europejskie media informowały o licznych ulewach w tym kraju. Najtragiczniejsze i najgwałtowniejsze zjawiska powodziowe zaobserwowano w gminie Novej Goricy tuż przy granicy z Włochami, na rzece w miejscowości Neblo. Problemy spowodowane deszczem najsilniej nawiedziły miasto Celje, częściowo je paraliżując. W gminie Žalec w dolinie Savinjskiej rzeka Lożnica wystąpiła z brzegów, podtapiając niektóre domy.

### Rumunia
14 września władze w Rumunii przekazały informację o 4 ofiarach śmiertelnych powodzi w okręgach Gałacz i Vaslui. Do 15 września zostało uszkodzonych około 5 tys. domów. 16 września do godz. 15:00 stwierdzono 6 ofiar.
17 września władze w Rumunii poinformowały, że liczba ofiar w tym kraju wzrosła do 7. Kolejną osobę zidentyfikowano we wsi Grivita w okręgu gałackim. Ponadto w okręgach Gałacz, Vaslui i Jassy obowiązuje czerwony (najwyższy) stopień alarmu powodziowego. W pozostałych północno-wschodnich okręgach obowiązuje alert pomarańczowy lub żółty.

### Węgry
15 września media ostrzegły, że we wtorek 17 września bardzo mocno wzrośnie poziom wody w Dunaju w Budapeszcie. Władze szacują wzrost wody nawet do 930 cm. Służby rozpoczęły przygotowania na drastyczny wzrost, który zbliża się do węgierskiej stolicy.
17 września pojawiły się doniesienia, że hydrolodzy prognozują, że fala kulminacyjna na Dunaju znacznie się rozciągnęła. To z kolei oznacza, że będzie się ona przemieszczać przez terytorium Węgier o wiele dłużej niż pierwotnie zakładano. Jej szczyt minie miejscowość Nagybajcs (w pobliżu granicy ze Słowacją) w czwartek, do Budapesztu zaś dotrze dopiero w sobotę. Tego dnia maksymalny prognozowany poziom wody ma wynieść w stolicy 860 cm.

### Mołdawia
W sobotę 14 września wiele ulic w Kiszyniowie zostało zalanych w wyniku silnych opadów. Wylała przepływająca przez stolicę rzeka Byk. Sytuacja powodziowa wystąpiła także w innych miejscowościach w Mołdawii, m.in. Puhoi, Lărguța, Leca, Strășeni czy Tătărășeni.

## Skutki powodzi
W wyniku powodzi śmierć poniosło 27 osób. Z wyłączeniem Polski liczba ta wynosiła:
- w Rumunii – 7[141][142],
- w Austrii – 5[143][144],
- w Czechach – 6[145][146][147],
- na Słowacji – 1[148].

Zaginęło podczas kataklizmu 9 osób:
- w Czechach – 7[145],
- w Polsce – 1[149].

### Polska
Podczas powodzi w Polsce ucierpiały takie miasta jak Kłodzko, Lądek-Zdrój, Stronie Śląskie, Głuchołazy, Prudnik, Nysa, Bystrzyca Kłodzka, Szprotawa czy Lewin Brzeski. Ten ostatni został zalany w 90%. Wiele wsi przy wylewających rzekach zostało w mniejszym lub większym stopniu uszkodzonych.

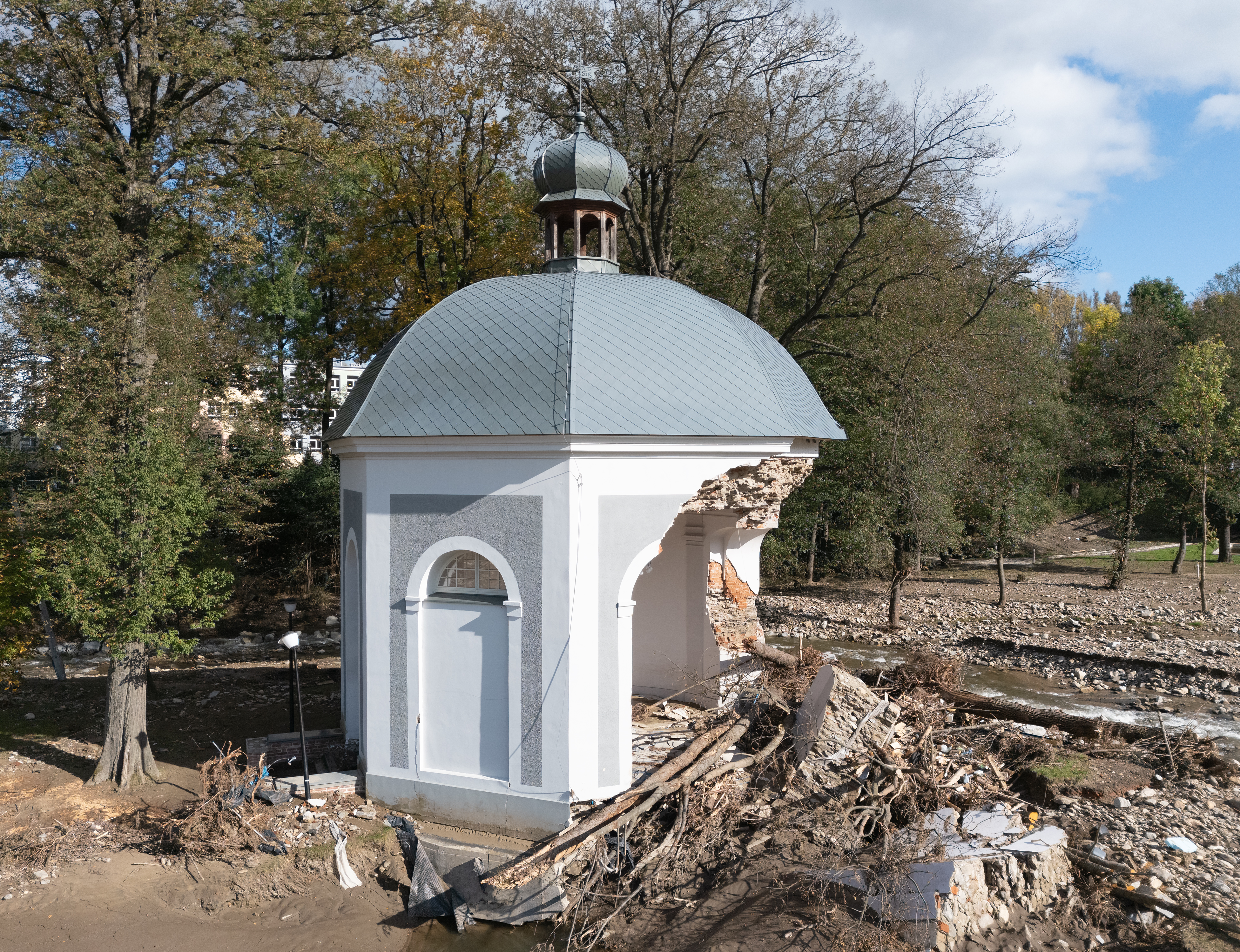
Kaplica św. Onufrego w Stroniu Śląskim uszkodzona w wyniku powodzi

Woda uszkodziła lub zniszczyła zabytkowe i historyczne obiekty, np. XVI-wieczny most w Lądku-Zdroju, klasztor Franciszkanów w Kłodzku, ogrodzenie przy dawnym ZPB „Frotex” w Prudniku. W Stroniu Śląskim fala porwała budynek Policji i Straży Miejskiej.
Powódź spowodowała straty w infrastrukturze kolejowej oraz utrudnienia w ruchu pociągów. Wstrzymano ruch na węźle Kłodzko oraz na linii Kamieniec Ząbkowicki-Paczków-Nysa-Prudnik. Największe zniszczenia odnotowano w rejonie stacji Głuchołazy, gdzie doszło m.in. do deformacji torów.
Straty w Polsce spowodowane zjawiskiem i jego następstwami szacowane są w miliardach złotych. Dziewięć ofiar poniosło śmierć wśród których byli:
- 42-letni mężczyzna w Bielsku-Białej[151]
- 58-letni mężczyzna w gminie Kłodzko[152]
- 77-letnia kobieta w gminie Kłodzko (zaginiona w Lądku-Zdrój)[152]
- 70-letnia kobieta w Lądku-Zdroju[152]
- 82-letni mężczyzna z Niemiec w Lądku-Zdroju[152]
- 71-letni chirurg Krzysztof Kamiński w Nysie[153]
- 67-letni mężczyzna w Stroniu Śląskim[152]

Uszkodzenia i zniszczenia zostały dokonane także w innych krajach nawiedzonych przez niż genueński. Za granicą najbardziej dotkliwie zostały podtopione Czechy, Austria i Rumunia.
W powodzi zginęła trudna do ustalenia liczba zwierząt domowych, gospodarskich i dzikich. W Lwówku Śląskim utopiło się na terenie Rodzinnych Ogrodów Działkowych „Wyzwolenie” ponad 80 królików, gołębie i kury, w Hajdukach Nyskich – 30 prosiąt. W ocenie Dolnośląskiego Inspektoratu Ochrony Zwierząt kataklizmu nie przeżyły „setki” psów i kotów domowych. W wyniku sepsy wywołanej zanieczyszczoną wodą padł ratowany we Wrocławiu bóbr. Masowo ginęły ryby pozostawione przez wycofującą się falę powodziową, woda porwała również rzesze mrówek wścieklic, pająków i innych owadów stwarzając zagrożenie dla przetrwania ich populacji.

#### Województwo dolnośląskie
21 września wojewoda dolnośląski Maciej Awiżeń poinformował, że wstępne straty w województwie spowodowane przez powódź są oszacowane na 3 832 623 000 zł. Największa suma strat dotyczy miasta Jelenia Góra – to 750 mln zł. Dla porównania straty spowodowane przez powódź z roku 1997 w województwie dolnośląskim oszacowano na kwotę 5,6 mld zł (ok. 16,2 mld zł według wartości z 2024).

#### Województwo opolskie

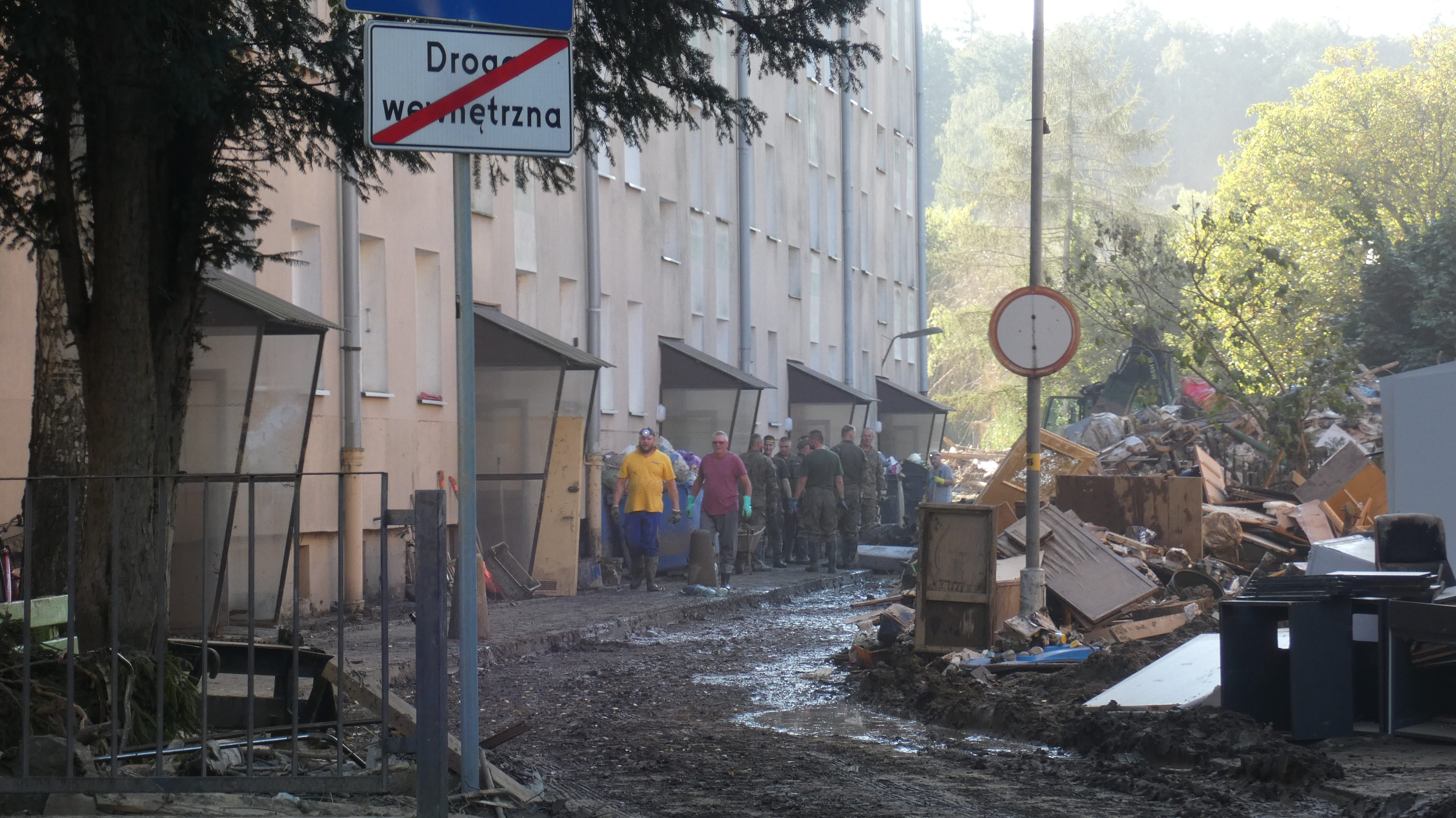
Wolontariusze i żołnierze sprzątający zniszczenia w bloku przy ul. Papierniczej w Głuchołazach

Głuchołazy były miastem, które najbardziej ucierpiało podczas powodzi w województwie opolskim. Woda zniszczyła w mieście budynki, ulice i infrastrukturę. Według relacji burmistrza, dziesiątki kamienic w mieście zostało podtopionych, a po lewobrzeżnej stronie miasta „z powierzchni zmyte zostały wszystkie sklepy”. Nurt rzeki porwał most tymczasowy oraz konstrukcję nowego mostu. Uszkodzona została rura z bieżącą wodą pitną. Zalany został Stadion Miejski. Kostka brukowa położona na Rynku została wyrwana.

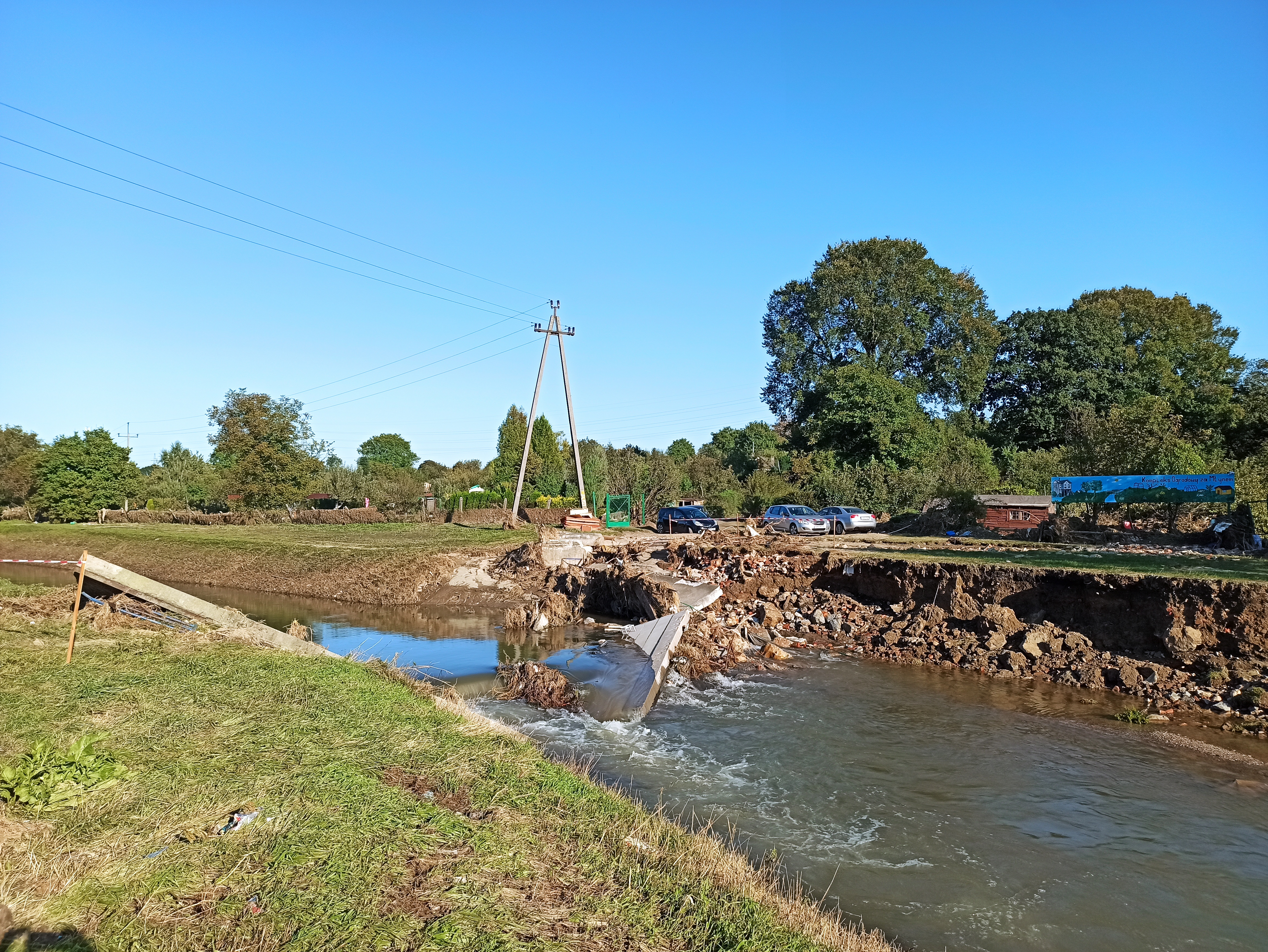
Zniszczony most przy ul. Łuczniczej w Prudniku

Ponieważ zapora w Jarnołtówku wytrzymała napór wody, masowych zniszczeń uniknęło miasto Prudnik i wsie w dolinie Złotego Potoku. Zalane zostały miejskie obiekty sportowe w Prudniku: hala „Obuwnik”, tor łuczniczy oraz będący w przebudowie Stadion Miejski. „W dużym stopniu” zniszczona została Spółdzielnia „Pionier” oraz zakład Henniges Automotive. Woda uszkodziła drogi w Moszczance, Łące Prudnickiej i Jarnołtówku. Woda zniszczyła trzy mosty dla pieszych: kładkę w kompleksie ogródków działkowych nad Złotym Potokiem oraz kładki pod Czyżykową Górą i pod Piaskówką nad rzeką Prudnik. Samorząd gminy Prudnik wycenił straty wyrządzone przez powódź na kwotę ponad 100 milionów zł.
Ucierpiała infrastruktura gminy Paczków. W Paczkowie ucierpiały wodociągi i kanalizacja. Woda doszczętnie zniszczyła oczyszczalnie ścieków.

## Reakcje

### Polska
21 września 2024 odbyło się nagranie nowej wersji utworu „Moja i twoja nadzieja” zespołu Hey w ramach organizowanej przez Telewizję Polską akcji #RazemDlaWas, zachęcającej do udzielania pomocy ofiarom powodzi. Wziął w nim udział szereg polskich artystów, w tym śpiewające w oryginalnym nagraniu Katarzyna Nosowska i Edyta Bartosiewicz. Piosenka powstała w nawiązaniu do charytatywnego singla „Moja i twoja nadzieja ’97”, nagranego w 1997 dla ofiar powodzi tysiąclecia. Premiera utworu i towarzyszącego mu teledysku odbyła się 26 września 2024. Cały dochód z reklam przy materiale w serwisie YouTube jest przekazywany Fundacji TVP w celu niesienia pomocy ofiarom powodzi.
W wywiadzie udzielonym „Gazecie Polskiej” 2 października 2024 szef Biura Bezpieczeństwa Narodowego Jacek Siewiera ocenił, że podczas zarządzania kryzysem zawiódł przepływ informacji ze szczebla europejskiego i rządowego na lokalny, decyzje Wód Polskich w sprawie zbiornika retencyjnego Topola na Nysie Kłodzkiej oraz komunikacja po uszkodzeniu tamy w Stroniu Śląskim. Wyraził jednocześnie zadowolenie z postawy Wojsk Obrony Terytorialnej, które odegrały przewodnią rolę w zmaganiach z kataklizmem.